# Mănăstirea Vorona
Mănăstirea Vorona este o mănăstire ortodoxă de maici din România, situată pe teritoriul comunei Vorona (județul Botoșani). Ea se află amplasată în mijlocul unei păduri aflată la o distanță de 2 km de satul Vorona.
Ansamblul Mănăstirii "Nașterea Maicii Domnului" - Vorona a fost inclus pe Lista monumentelor istorice din județul Botoșani din anul 2015, având codul de clasificare BT-II-a-B-02029 și fiind alcătuit din următoarele 4 obiective:
- Biserica "Adormirea Maicii Domnului" - datând din perioada 1793-1803 și având codul BT-II-m-B-02029.01
- Stăreția - având codul BT-II-m-B-02029.02
- Chiliile - având codul BT-II-m-B-02029.03
- 5 anexe gospodărești - având codul BT-II-m-B-02029.04

## Istoric

### Începuturi
Potrivit tradiției, la începuturile secolului al XVI-lea (1503), monahi români din satele Moldovei, dar și de prin părțile Banatului, precum și schimnici ruși și greci, au ctitorit un mic schit de lemn cu denumirea de "Sihăstria din Poiana Voronei". Primii călugări, veniți din Rusia, au cumpărat moșia Icușeni.
Denumirea localității provine dintr-o limba slavă, vorona însemnând în traducere "cioară", iar legenda spune că, uneori, în poiană se așezau cârduri de ciori. În decursul timpului, Mănăstirea Vorona a fost o înfloritoare vatră monahală, aici ajungând să viețuiască în anumite perioade până la 200 de călugări.
În decursul timpului, mănăstirea a fost sprijinită material de mai multe familii înstărite. Hatmanul Ilie Jora cu soția sa Teofana a dăruit acestei vetre monahale o parte din moșie.
Între anii 1793-1803, paharnicul Iordache Panaite a ctitorit o biserică de zid cu hramul "Adormirea Maicii Domnului", după cum se indică în pisania aflată deasupra ușii de la intrare. Pisania este scrisă în limba română cu caractere chirilice și are următorul text: „hram uspenie prăsfi(ntei) născătoar(e) de Dumnezu cu agiutoriu Domnului nostr IS HS și a Maică(i) Precesti aciastă sfă(n)tă mănăstire sau făcut de ctitori dum(n)ălui iordache Panaite paharnicu i sora dumisale Safta și cucoa(na) dumisale Maria  Costachi păhărniceasă au săvărșito cu toată cheltuiala dumes'ale anocialosia 1793 septemvria 1, asconăcial(o)sia 1803 avgust'a 28 cisla”. Biserica a fost sfințită în anul 1803.
În anul 1835, alături de vechea bisericuță de lemn care se deteriorase în timp, arhimandritul Rafail a construit o biserică de piatră cu hramul „Nașterea Maicii Domnului”. Acest lăcaș de cult a fost acoperit cu tablă și zugrăvit în interior în anul 1869 de către vornicul Iorgu Vârnav Liteanu cu soția sa Anastasia și cu sora sa, schimonahia Epraxia Vârnav. În același an, icoana Sf. Nicolae din catapeteasmă a fost îmbrăcată în argint. Toate aceste date sunt surprinse în pisania bisericii de la 1870 astfel: „Cu ajutoriul prea Sfintei Născătoarei de Dumnezeu aciastă sfintă Monastire Vorona sau început la anii 1600 de către părinții ruși veniți din Rosia făcând o biserică de lemn dând și odoară și cumpărând carte de moșie Icușenii apoi a doilea ctitori sânt hatmanul Ilie Jora cu soția sa Fteofana care încă au dăruit o parte de moșie ... iară aciastă sf[i]ntă biserică de piatră cu hramul Naștirea prea Sf[i]ntei de Dumnezeu Născătoarei sau zidit la 1835 prin osirdia pre cuvioșiei sale arhimandritului Rafail și cu ajutoriul mai multor făcători de bine. Iară la anul 1869 dumnealor vornicu Iorgu Vărnav Litianu cu sora dumisalei schimonahia Evpracsia Vărnav și soția lui Anastasia au acoperit aciastă biserică cu tiniche și tot cu a dumnealui cheltuială o au zugrăvit și înlăuntru pre cum și au ferăcat icoana Sfintului Nicolai cu argint din catapetazmă de ceie mari împărătescă, anul 1870 ghenarie 14. Fiind stareț aceștii monastiri prea cuvioșenia sa arhimandritul Iosif Vasiliu”.
În anul 1836, arhimandritul Rafail, starețul mănăstirii, a construit Biserica "Sf. Ierarh Nicolae", aflată în cimitirul mănăstirii. Acest lăcaș de cult are dimensiuni modeste, având o catapeteasmă lucrată artistic. Tot în perioada păstoririi starețului Rafail, după cum atestă "pomelnicul ctitoresc" au fost construite turnul clopotniță și corpurile de chilii călugărești (unde se află arhondaricul, trapeza și brutăria) de pe latura de vest.

### Reparații și înfrumusețări
În perioada 1869-1870, schimonahul Vladimir Machedon a pictat pereții interiori ai Bisericii "Nașterea Maicii Domnului" și a confecționat și catapeteasma. Cheltuiala pictării bisericii a fost suportată de către vornicul Iorgu Vârnav, soția sa Anastasia și sora sa, schimonahia Epraxia Vârnav, după cum reiese din inscripția aflată pe zidul exterior nordic al pronaosului. Tot el a sculptat și catapeteasma din lemn de tisă a Bisericii "Sf. Ierarh Nicolae" și a pictat icoanele în stil neoclasic.
La începutul secolului al XX-lea, după cum arată o placă de marmură amplasată pe peretele exterior sudic al pronaosului Bisericii "Adormirea Maicii Domnului", prin îndemnul și stăruința mitropolitului Pimen Georgescu al Moldovei și cu ajutorul prefecților de Botoșani D. Vizanti și P. Irimescu și a călugărului Victor Cristescu au fost reparate cele două biserici și chiliile vechi și s-au construit chilii noi, stareț fiind arhimandritul Nifon Ioniță.
Placa memorială conține următoarea inscripție: 
"Spre știință
Mănăstirea Vorona a luat ființă dintr'un vechiu schit înființat de călugări la o dată necunoscută. După anul 1800 familiile boerești - moldovenești: Liteanu, Jora, Cananău, Panait Balș și arhimandritul Rafail au zidit pe rând cele două biserici mari și una mică la cimitir cum și schitul din apropiere numit Sihăstria Voronei. Pe vremea [câteva cuvinte au fost șterse cu dalta] prin îndemnul și stăruința I.P.S. Mitropolit Pimen al Moldovei, cu ajutorul prefecților de Botoșani D. Vizanti și P. Irimescu și a călugărului Victor Cristescu, cele două biserici mari și întreaga așezare mănăstirească s-au îmbunătățit și refăcut, zidindu-se chilii nouă și reparându-se cele vechi: stareț fiind arhimandritul Nifon Ioniță. În vremea Marelui Război în această mănăstire au fost adunați și adăpostiți foarte mulți tineri școlari refugiați din Muntenia cărora li s'au dat și învățătură de carte. 
 - 1931 - ".
În perioada primului război mondial, în clădirile acestei mănăstiri au fost adunați și adăpostiți foarte mulți tineri școlari refugiați din Muntenia. Călugării de aici i-au învățat carte pe tineri.
Între anii 1929-1931 a viețuit la această mănăstire fratele Toader Arăpașu (viitorul Patriarh Teoctist). Chilia în care a locuit acesta este păstrată astăzi ca muzeu, pe zidul ei fiind amplasată în anul 2005 o placă memorială.
Ca urmare a Decretului nr. 410 din anul 1959, mănăstirile Vorona și Sihăstria Voronei au fost închise. Obiectele cu valoare de patrimoniu (Sf.Vase, cruci argintate etc.) de la schit au fost confiscate de către stat. Bisericile au fost încuiate, iar chiliile transformate în depozite de cereale ale C.A.P.-ului.

### Redeschiderea mănăstirii
În anul 1968, mitropolitul Iustin Moisescu al Moldovei și Sucevei a redeschis ambele mănăstiri, Mănăstirea Vorona cu obște de călugărițe, iar Schitul Sihăstria Voronei cu obște de călugări. În cei 10 ani de abandonare, ansamblul mănăstiresc începuse să se degradeze. Între anii 1968-1972, s-au efectuat lucrări de restaurare ale bisericilor mănăstirești, executându-se în același timp și importante lucrări de restaurare, consolidare și protecție la corpurile de chilii de pe latura de vest, precum și la alte clădiri ale complexului monahal.
În perioada păstoririi mitropolitului Teoctist Arăpașu, a fost repictată Biserica "Nașterea Maicii Domnului" (în 1982), s-a restaurat catapeteasma, s-au înlocuit stranele vechi cu altele noi și s-au construit noi chilii și stăreția (1984-1986). Din inițiativa și sub directa îndrumare a mitropolitului Daniel Ciobotea al Moldovei și Bucovinei, au fost realizate în anii 1990-1992 lucrări de reparații a Bisericii "Adormirea Maicii Domnului": au fost înlocuite stranele vechi cu altele noi sculptate din lemn de stejar, iar lăcașul de cult a fost pictat pentru prima dată după 200 de ani de către pictorul Nicolae Gavrilean din Gura Humorului.
Pe peretele interior al Bisericii "Adormirea Maicii Domnului" a fost pictată următoarea inscripție: 
"PISANIE
„Cu vrerea Tatălui, cu ajutorul Fiului și săvîrșirea Sf. Duh, s-a zidit această sf. biserică cu hramul „Adormirea Maicii Domnului” în anul 1793 de către paharnicul Iordache Panaite și familia sa. Biserica nu a fost pictată niciodată.
Sculptura și pictura din catapeteasmă sînt originale și au fost executate de maiștri anonimi. În decursul timpului n-a fost restaurată. În anul 1990 s-a pictat în tehnica tempera grasă de către pictorul Gavrilean Nicolae din Gura Humorului.
Pe peretele dinspre sud în exterior s-au repictat scene din Judecata de Apoi în tehnica fresco. Atît pictura cît și celelalte restaurări din această biserică s-au început cu binecuvîntarea Prea F. Părinte Patriarh Teoctist și s-au terminat sub păstorirea Înalt P. Sf. Arhiepiscop Dr. Daniel mitropolit al Moldovei și Bucovinei, cu osîrdia soborului Sf. Mănăstiri Vorona și a credincioșilor în timpul stăreției maicii stavroforă Teofana Scîntei.”".
Printre obiectele de patrimoniu ale mănăstirii se află o colecție de icoane vechi, cărți de cult și obiecte bisericești, precum și patrimoniul de carte veche al județului Botoșani (peste 6.000 de exemplare).
În prezent, în Mănăstirea Vorona viețuiesc 54 de maici. Printre stareții care au condus acest așezământ monahal au fost Rafail (1820-1853), Iosif Vasiliu (1853-1876), Nifon Ioniță, iar de la redeschiderea mănăstirii cu obște de maici stareță a fost maica stavroforă Teofana Scântei (din 1968).

## Complexul mănăstiresc

### Biserica "Adormirea Maicii Domnului"
Biserica "Adormirea Maicii Domnului" are formă poligonal circulară, acoperișul prezentând trei turle octogonale în formă de bulb de ceapă. Este construită din zid de cărămidă, cu absida răsăriteană semicirculară și cu absidele laterale semicirculare în interior. Edificiul este compartimentat în pronaos, naos și altar și nu are pridvor.
Biserica nu a fost pictată niciodată în următorii 200 de ani. Catapeteasma bisericii este sculptată în lemn de tisă și pictată în stil neoclasic de schimonahul Vladimir Machedon. În această biserică sunt păstrate două tablouri mari pictate pe pânză reprezentând "Patimile Mântuitorului" și "Judecata universală".
În perioada 1990-1992, pictorul Nicolae Gavrilean din Gura Humorului a pictat interiorul bisericii în tehnica tempera grasă și în stil neobizantin. Pe peretele exterior sudic al naosului au fost repictate scene din judecata de apoi în tehnica fresco. Au fost înlocuite stranele vechi cu altele noi sculptate din lemn de stejar.

### Biserica "Nașterea Maicii Domnului"
Biserica "Nașterea Maicii Domnului" este o construcție de plan triconc (în stilul bisericilor moldovenești), cu abside semicirculare, având trei turle de lemn în stil rusesc, cu formă de bulb de ceapă.  Este construită din piatră și cărămidă, cu absida răsăriteană semicirculară și cu absidele laterale semicirculare în interior. Edificiul este compartimentat în pridvor închis, pronaos, naos și altar. În partea de sud a altarului se află un diaconic-veșmântar. În anul 1854 s-a realizat un amvon frumos sculptat cu cheltuiala vornicesei Profira Crăstescu.
Biserica a fost pictată în perioada 1869-1870 de schimonahul Vladimir Machedon, care a realizat și catapeteasma. Cheltuiala pictării bisericii a fost suportată de către vornicul Iorgu Vârnav, soția sa Anastasia și sora sa, schimonahia Epraxia Vârnav, după cum reiese din inscripția aflată pe zidul exterior nordic al pronaosului. În această biserică sunt păstrate câteva icoane valoroase de la mijlocul secolului al XIX-lea, precum și fragmente din sfintele moaște ale Sf. Nicolae și ale Cuvioșilor Mucenici din Mănăstirea "Sf. Sava". Ulterior, turlele de lemn au fost reconstruite din zidărie.

### Biserica "Sf. Ierarh Nicolae"
Biserica "Sf. Ierarh Nicolae" este o construcție de plan triconc (în stilul bisericilor moldovenești), cu o turlă clopotniță deasupra pridvorului. Edificiul nu este pictat nici în interior și nici în exterior. Catapeteasma bisericii este sculptată în lemn de tisă în stil baroc și pictată în stil neoclasic de schimonahul Vladimir Machedon.
Biserica are abside semicirculare și trei turle octogonale în formă de bulb de ceapă (stil rusesc). Lângă clădirea lăcașului de cult se află o clopotniță model zvoniță, cu un clopot pe care se află următoarea inscripție: "Acest clopot s-a făcut de către Sf. Mănăstire Vorona cu cheltuiala sa, 1841".

### Alte clădiri
În partea de vest a incintei se află turnul clopotniță, cu două etaje și cu acoperiș în formă de mitră arhierească. Intrarea în sansamblu se face printr-un gang aflat în stânga clopotniței. În stânga și în dreapta clopotniței sunt clădiri pentru chilii cu cerdacuri susținute de stâlpi din lemn în partea sudică și de coloane din zid în partea nordică.
În partea de est a incintei se află mai multe clădiri cu scop administrativ: stăreția (care are la parter ateliere, iar la etaj chilii), sala de protocol pentru primirea oaspeților și o clădire pentru chilii.
Mai este păstrată o casă mică în care a viețuit ca frate în 1929-1931 viitorul patriarh Teoctist Arăpașu. În anul 2005 pe peretele casei a fost amplasată o placă de marmură cu următoarea inscripție: "În această chilie a mănăstirii Vorona a viețuit, între anii 1929-1931, ca frate de mănăstire, Prea Fericitul Părinte TEOCTIST, patriarhul României. 2005".

## Imagini

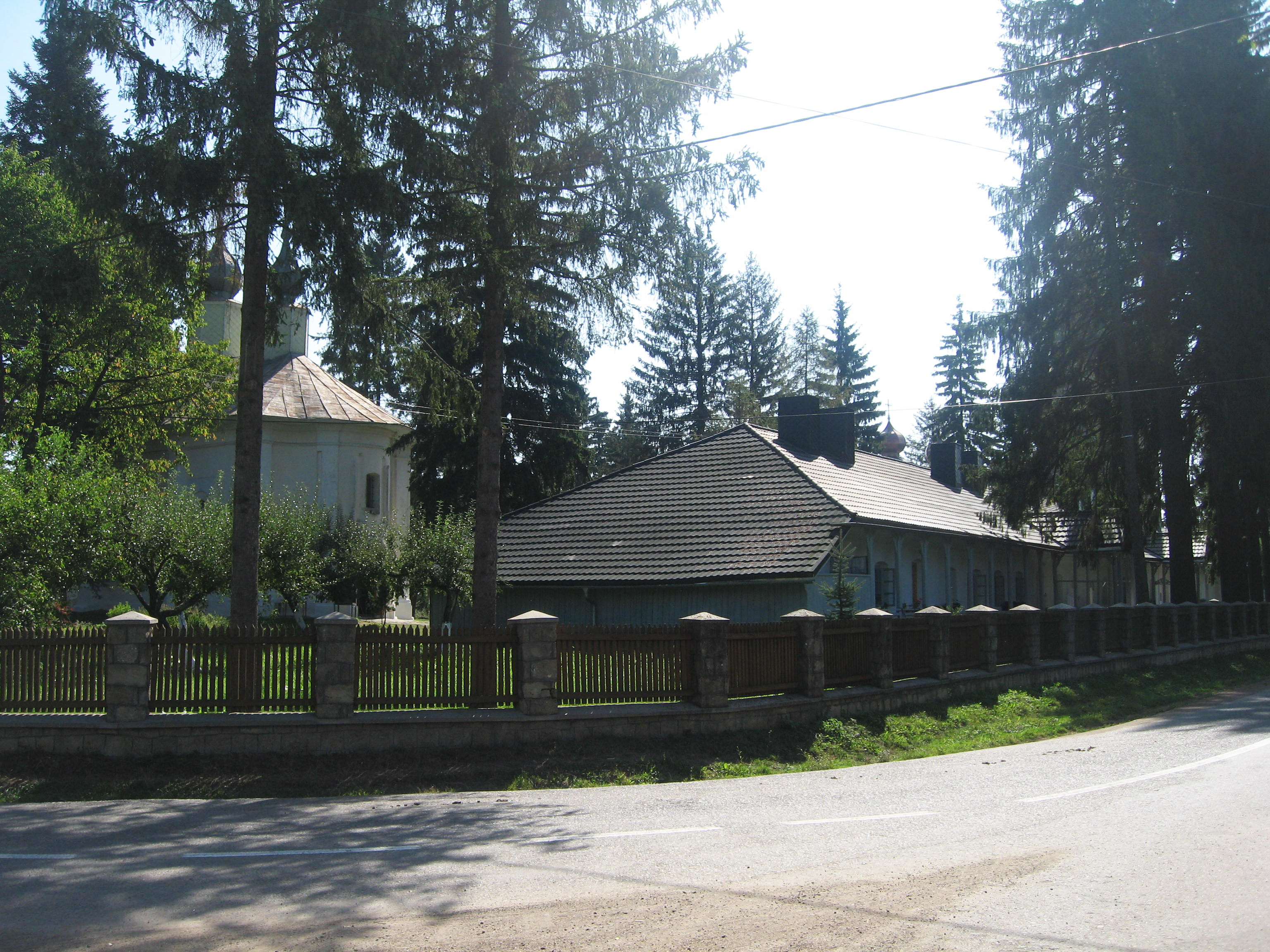
Mănăstirea Vorona văzută din drum
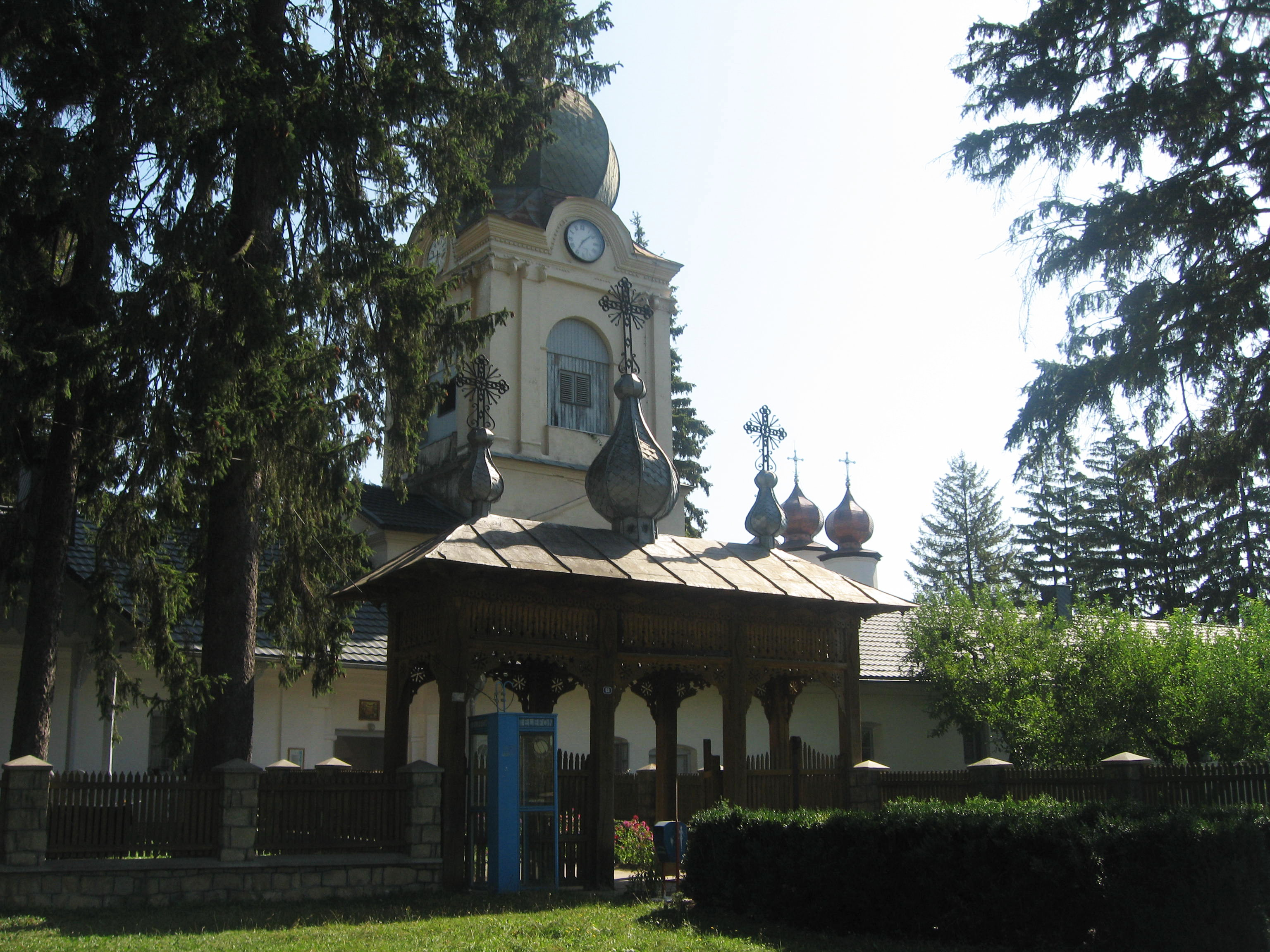
Poarta de intrare și turnul clopotniță
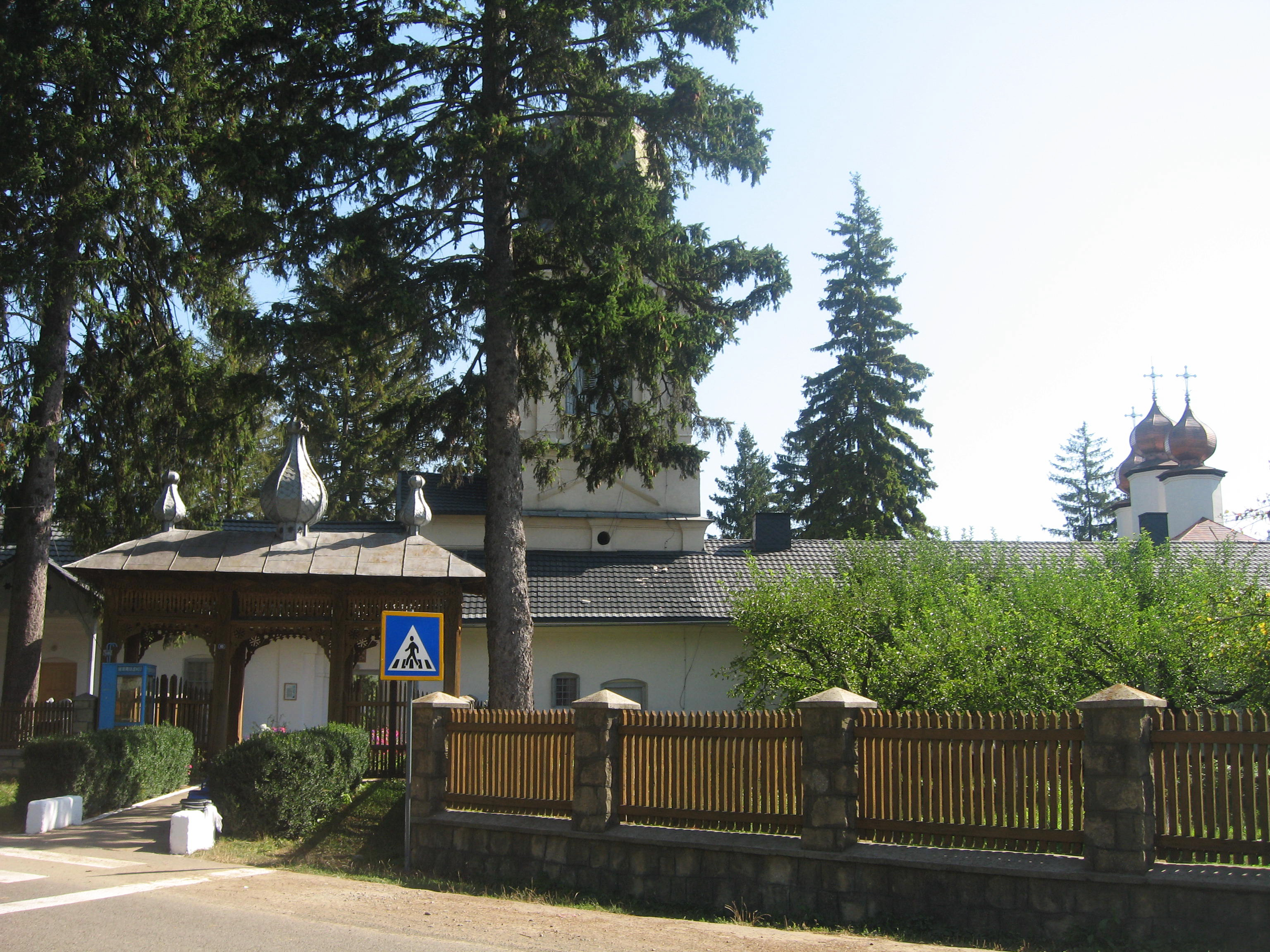
Poarta de intrare și turnul clopotniță
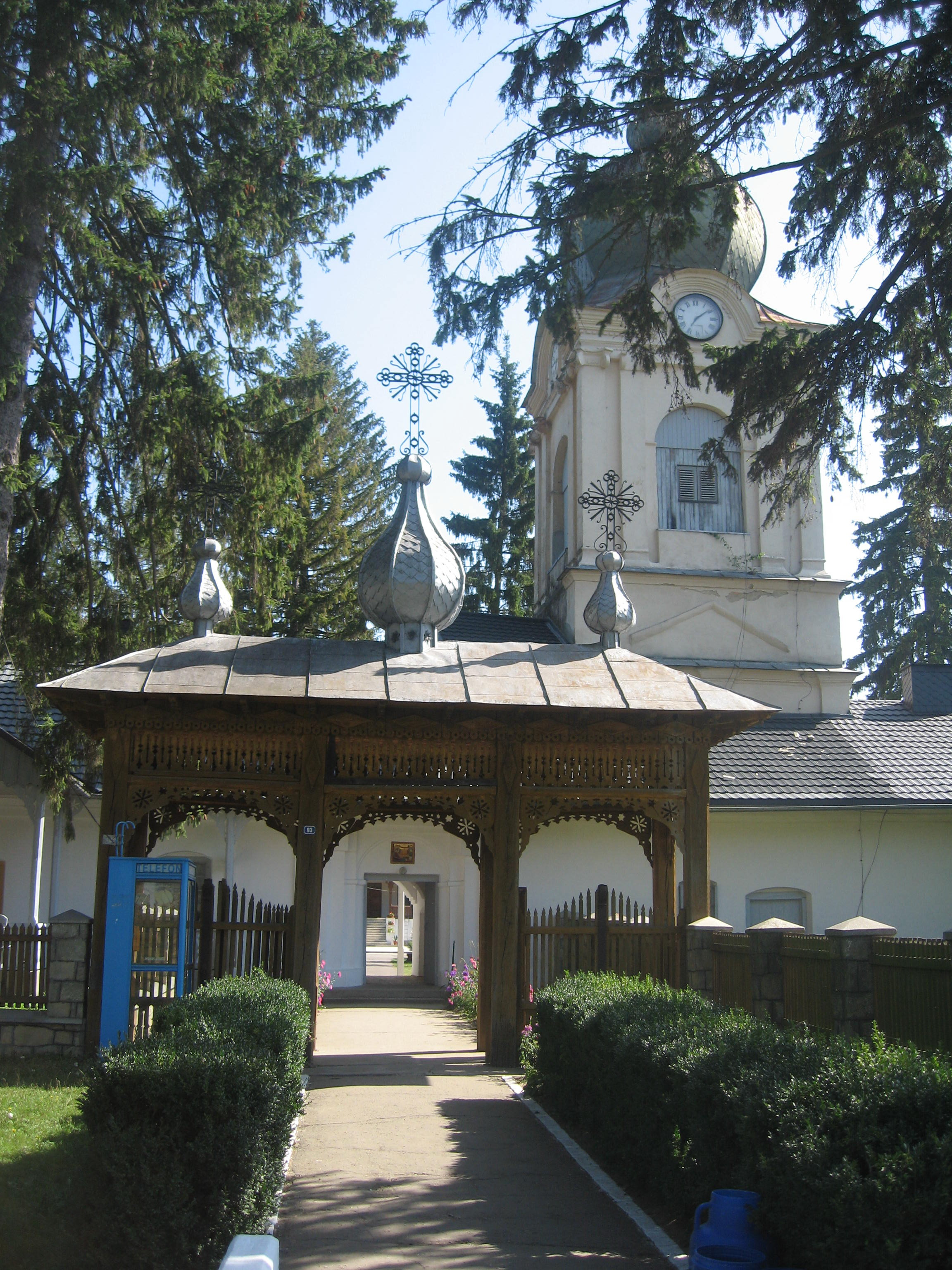
Poarta de intrare și turnul clopotniță
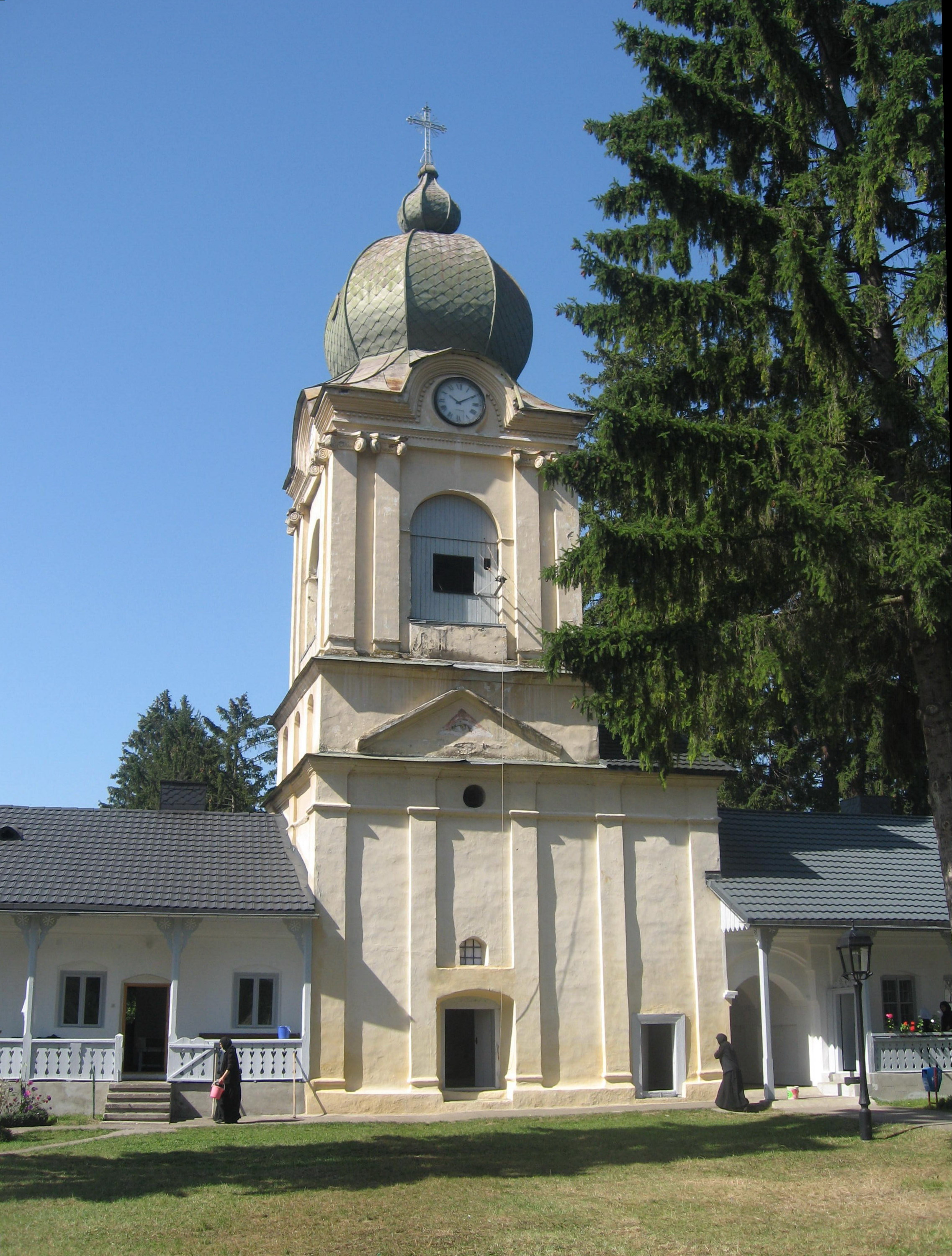
Turnul clopotniță văzut din interiorul mănăstirii
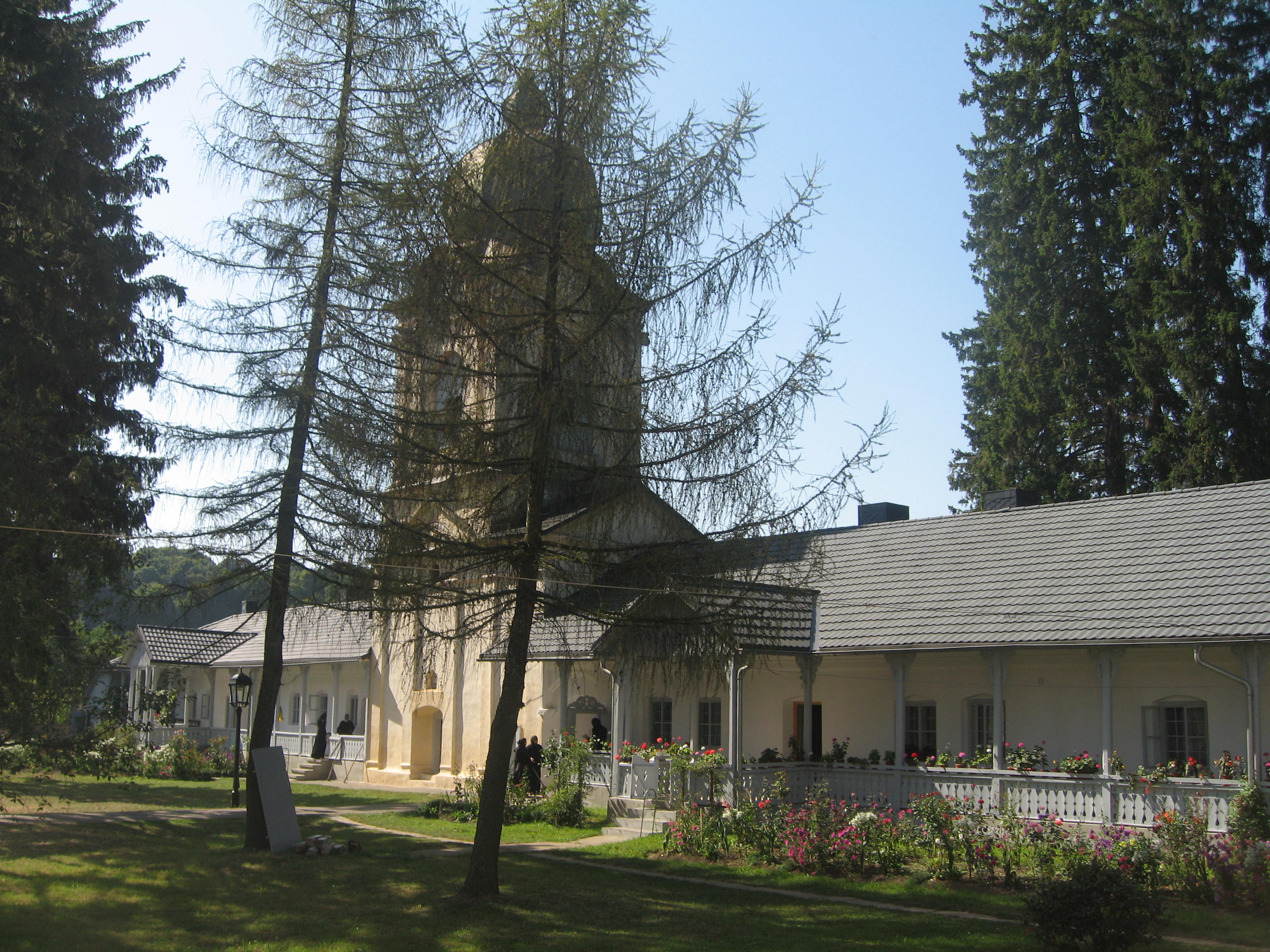
Turnul clopotniță și corpul de chilii
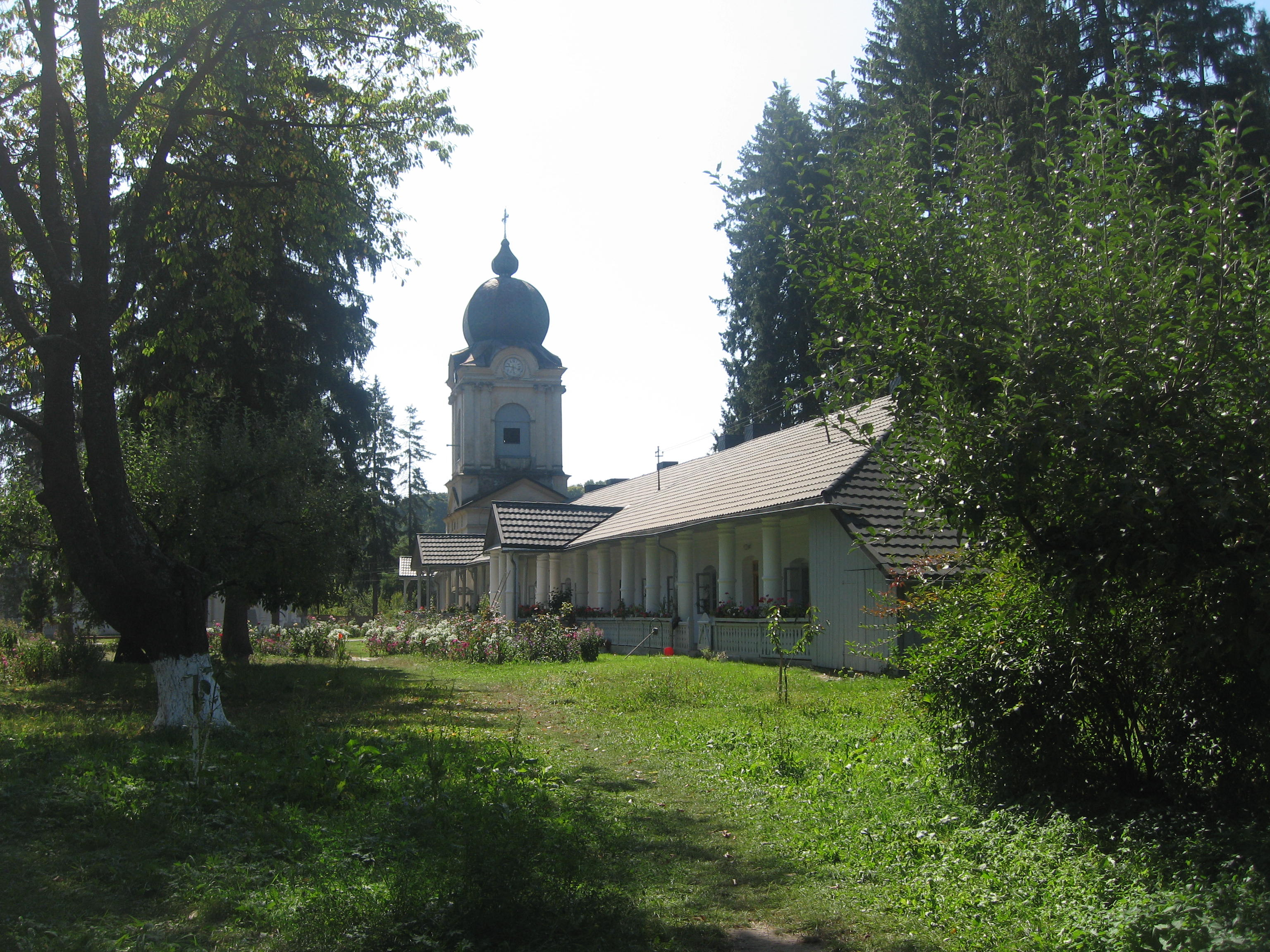
Turnul clopotniță și un corp de chilii
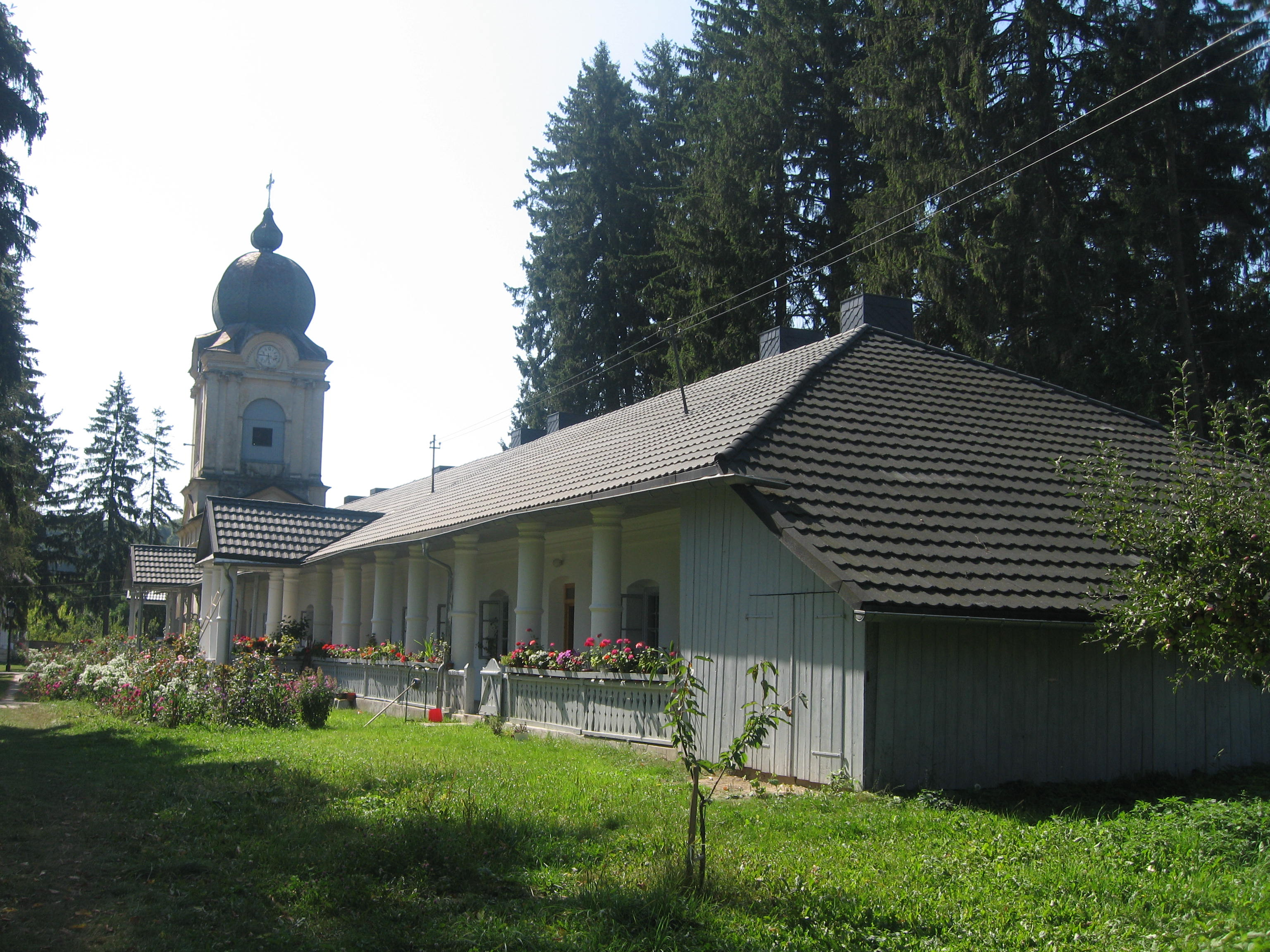
Turnul clopotniță și un corp de chilii
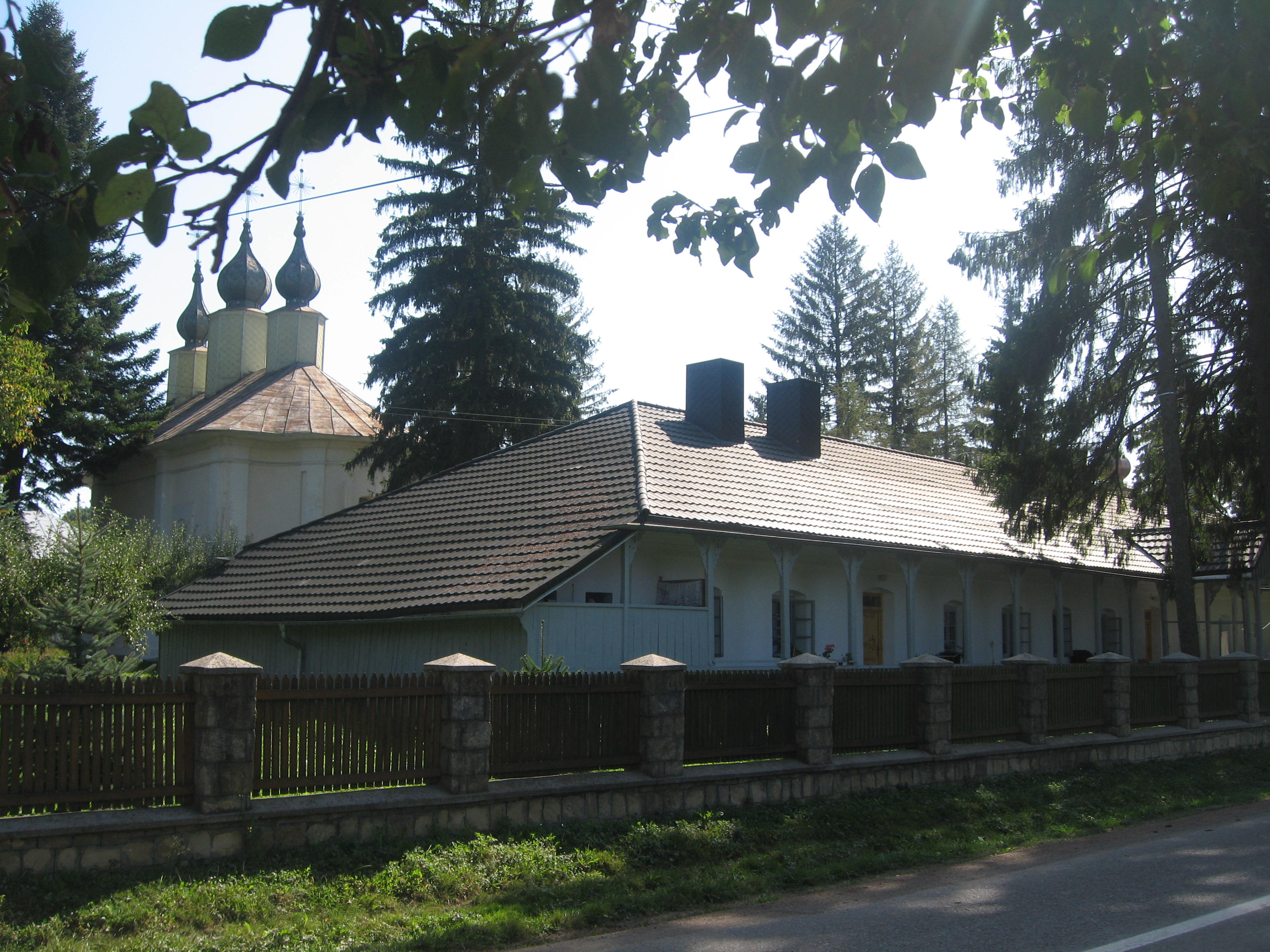
Biserica "Adormirea Maicii Domnului" văzută din drum
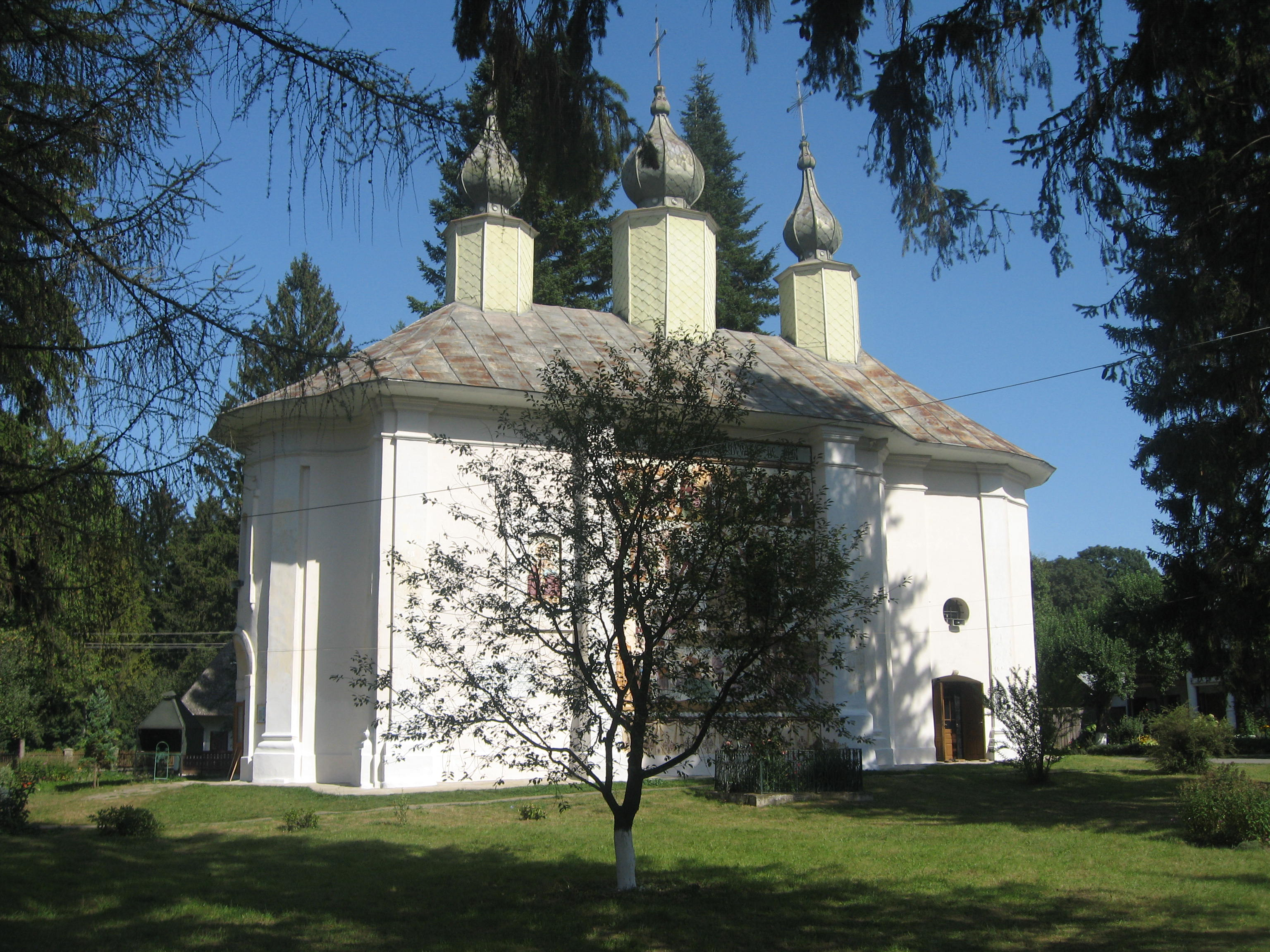
Biserica "Adormirea Maicii Domnului" văzută de pe latura sudică
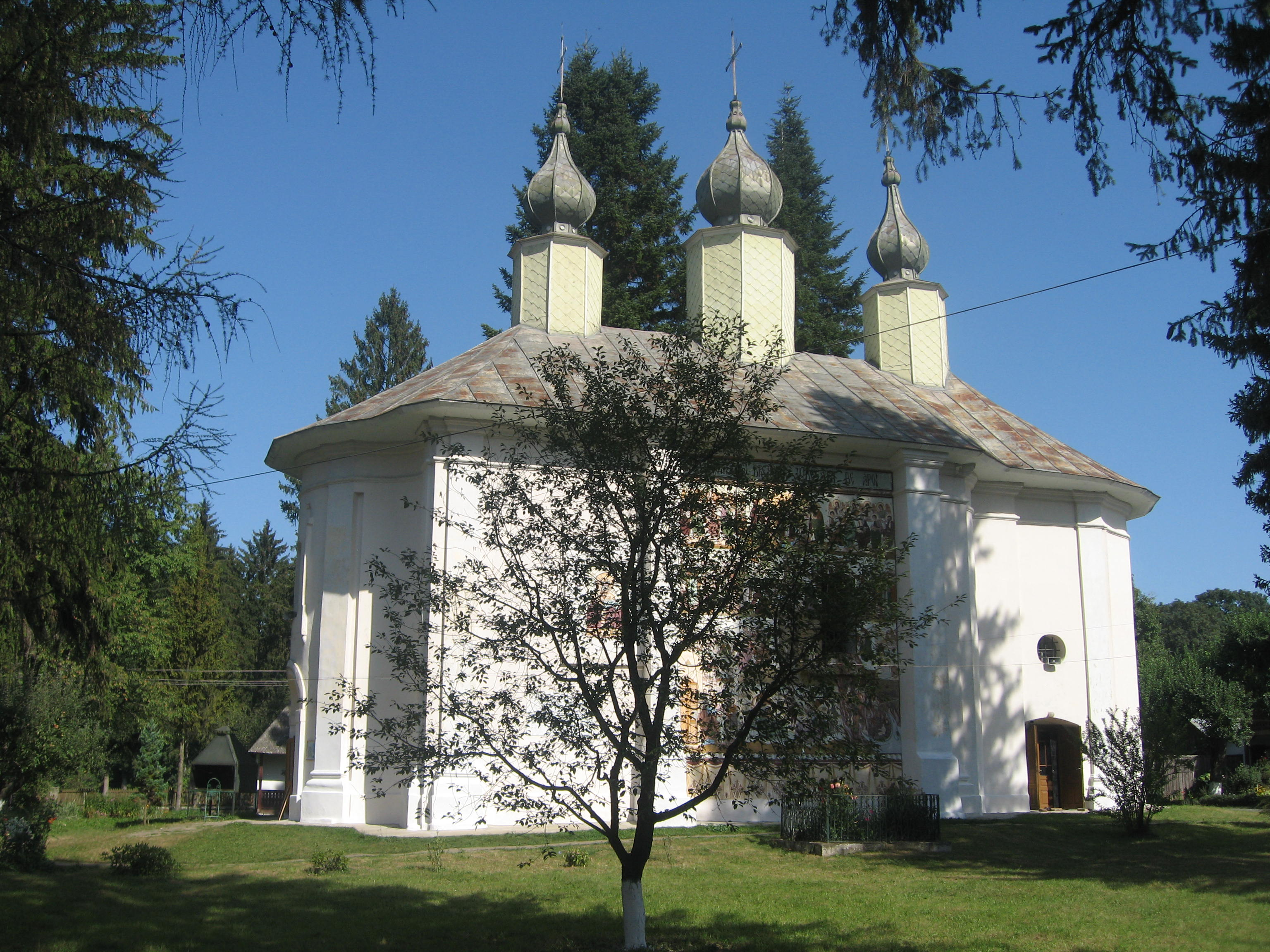
Biserica "Adormirea Maicii Domnului" văzută de pe latura sudică
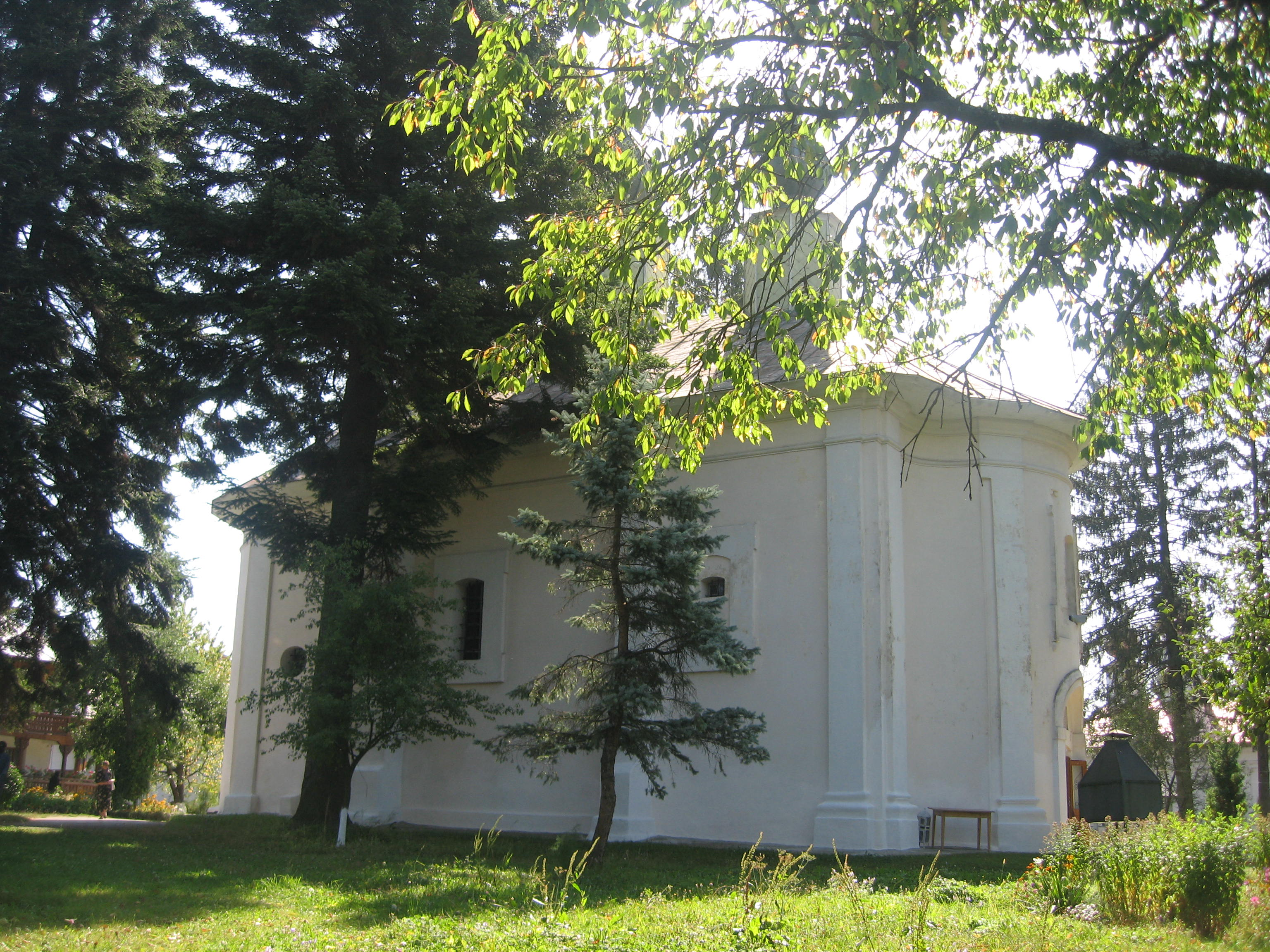
Biserica "Adormirea Maicii Domnului" văzută de pe latura nordică
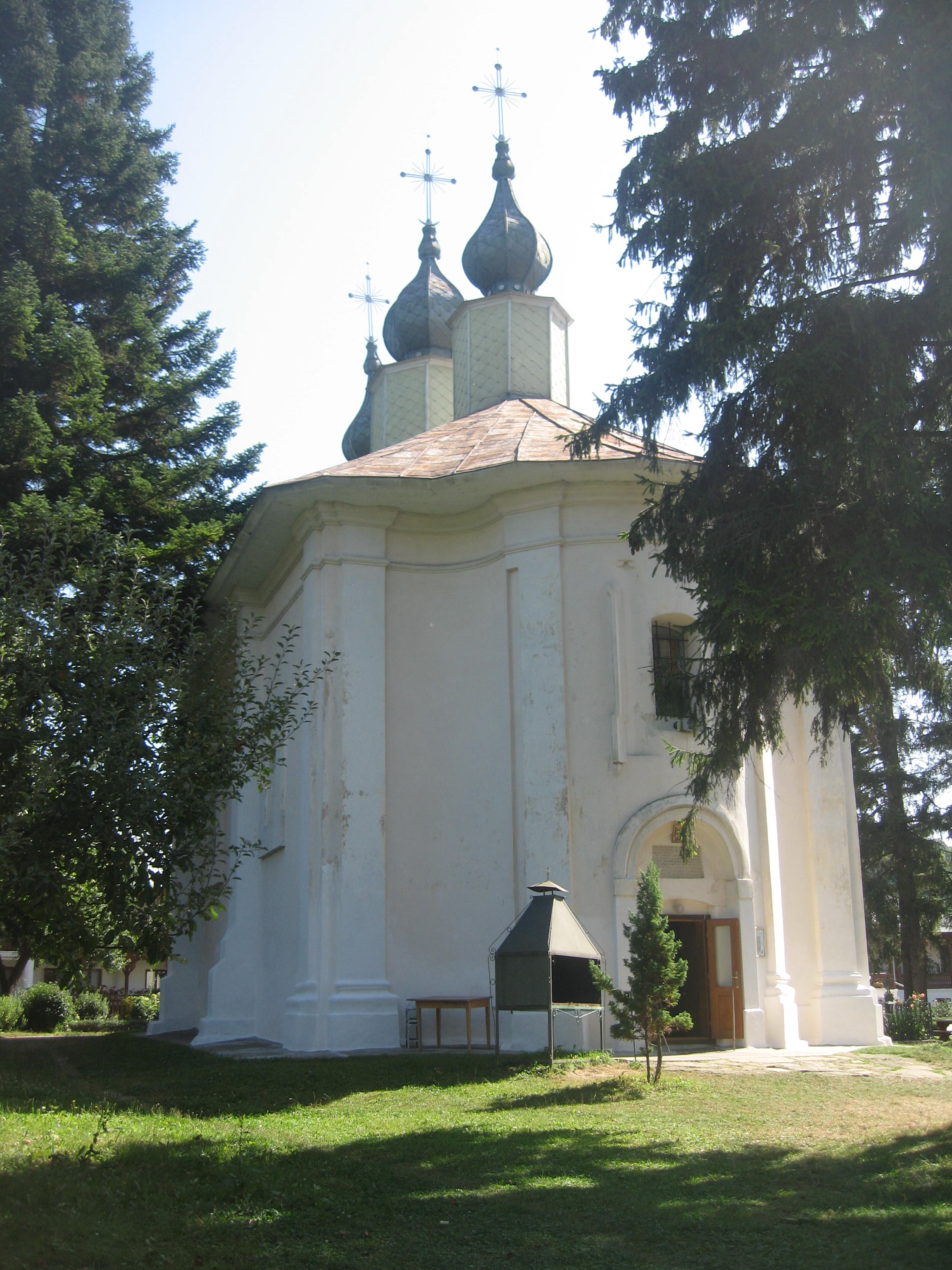
Biserica "Adormirea Maicii Domnului" văzută de pe latura vestică
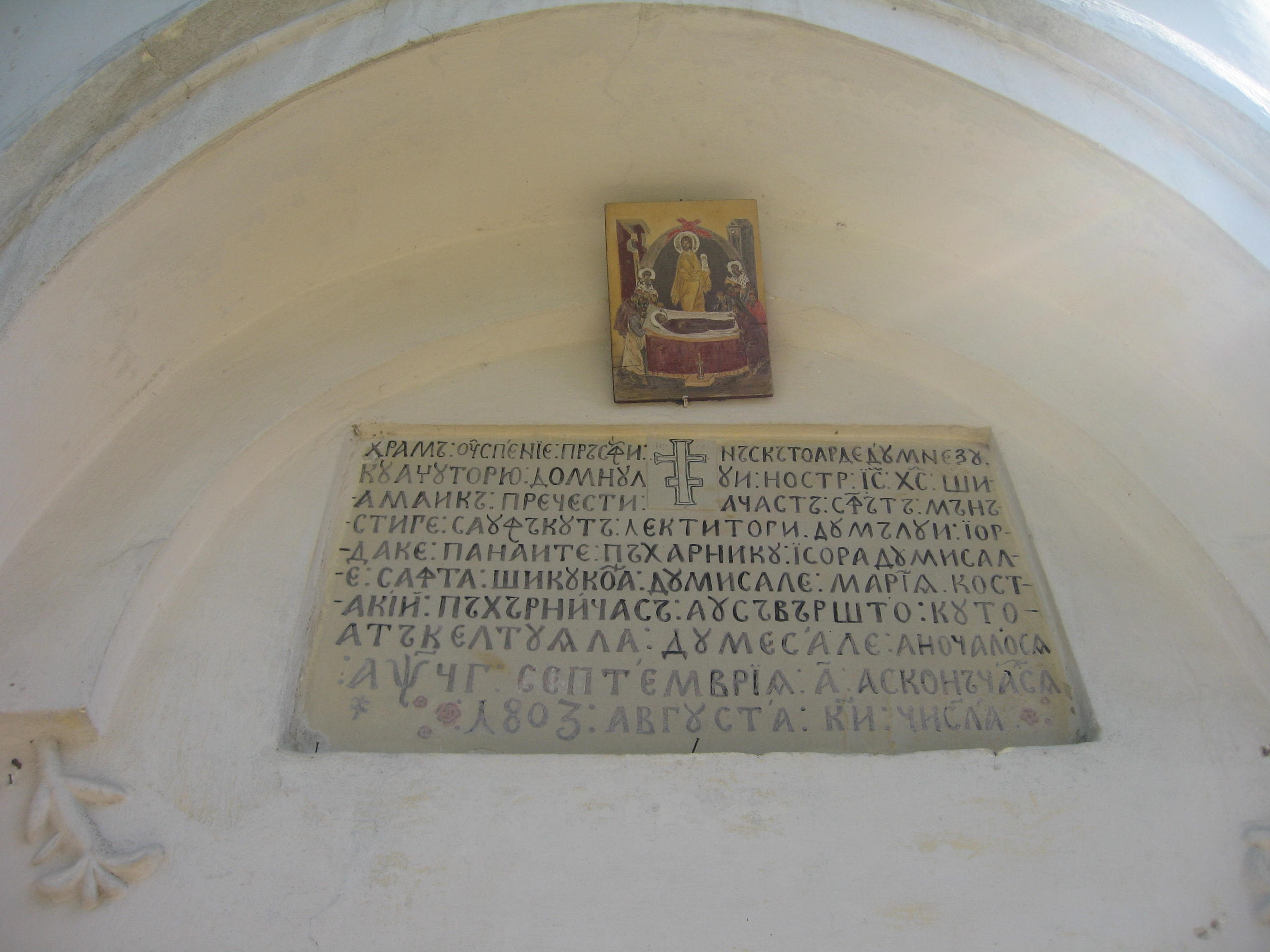
Biserica "Adormirea Maicii Domnului" - pisanie desupra intrării în biserică
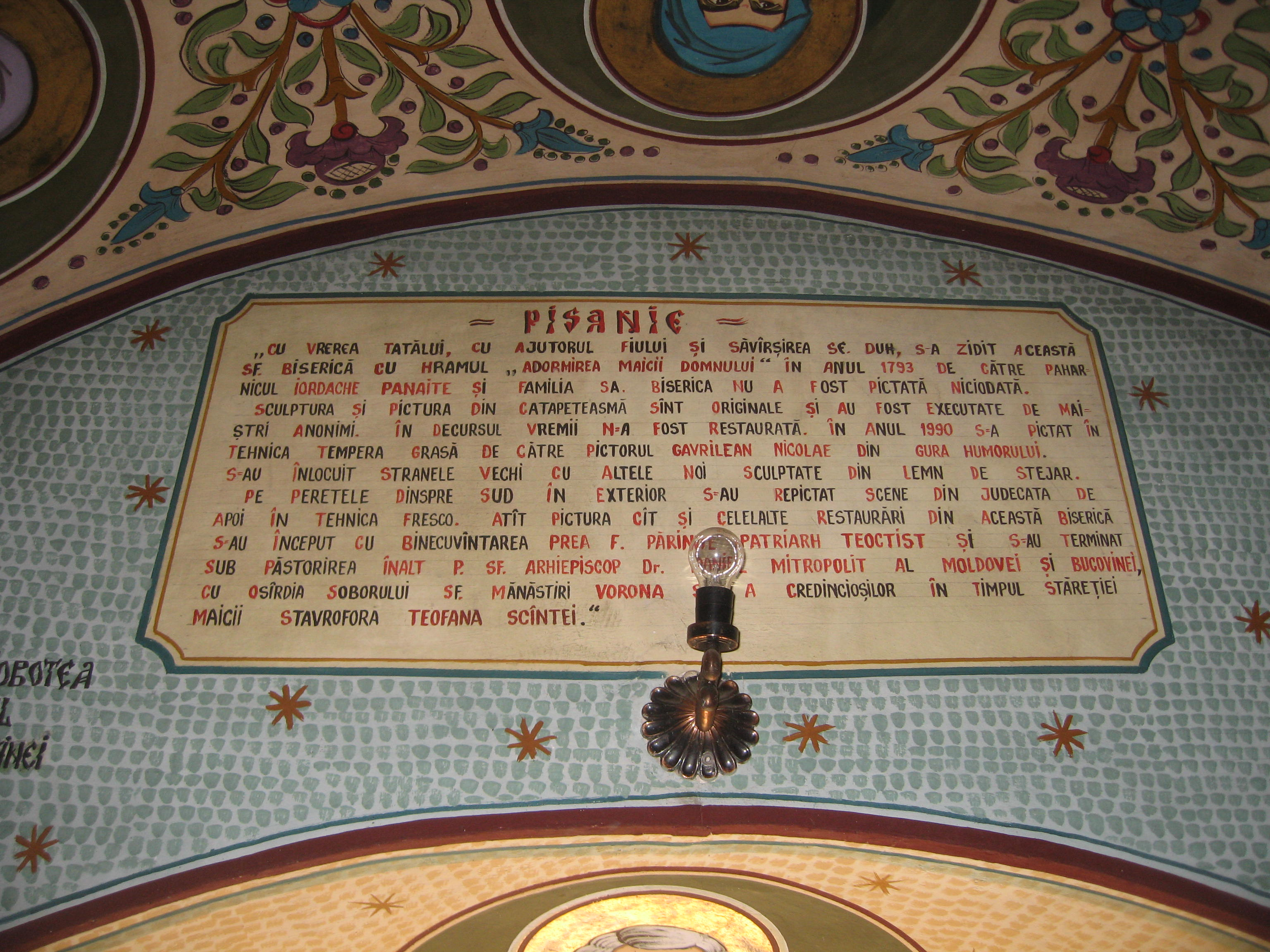
Biserica "Adormirea Maicii Domnului" - pisanie pe peretele interior al pridvorului
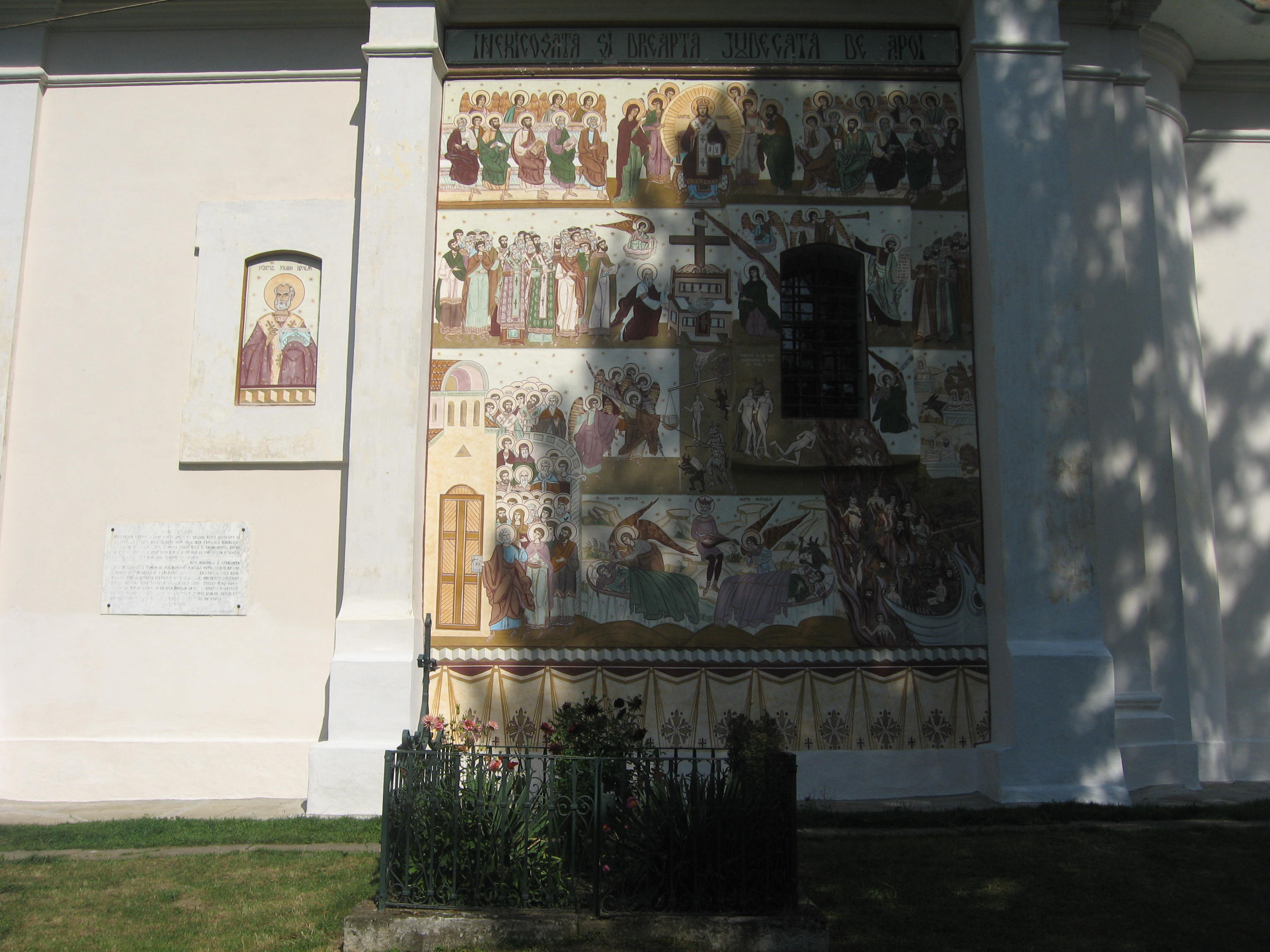
Biserica "Adormirea Maicii Domnului" - pictură murală pe peretele sudic al naosului
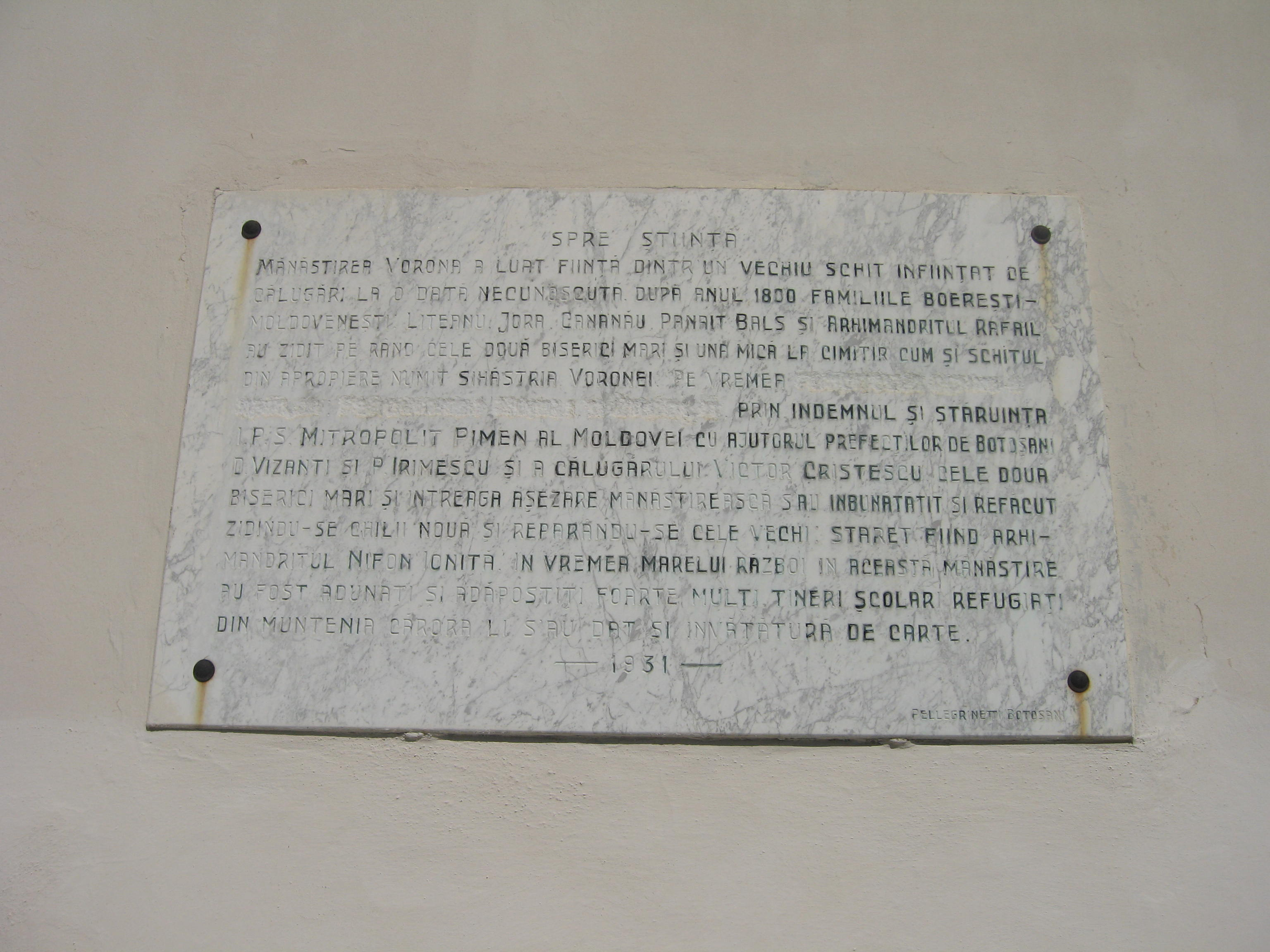
Biserica "Adormirea Maicii Domnului" - placă memorială pe peretele sudic al naosului
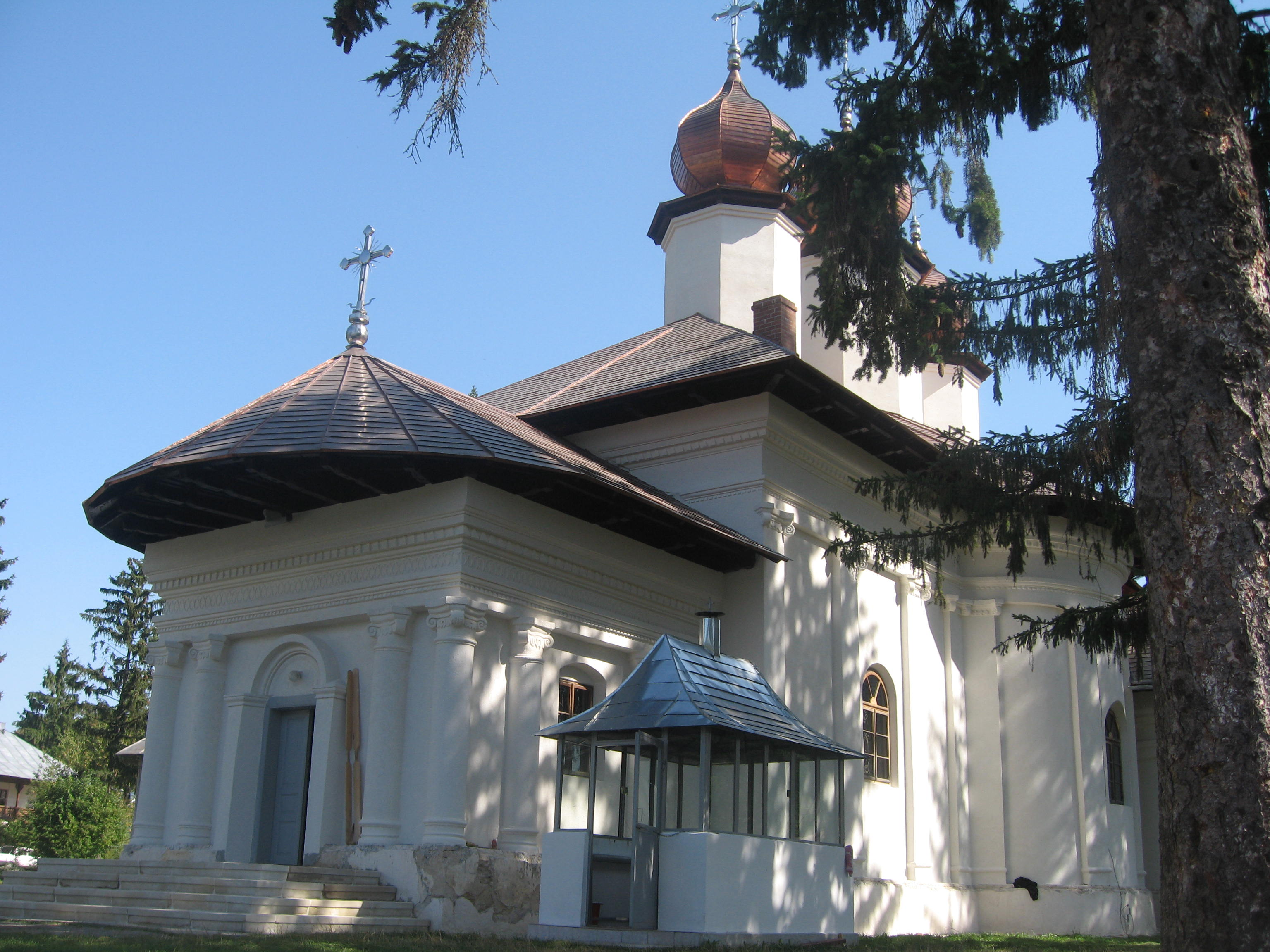
Biserica "Nașterea Maicii Domnului" văzută din față
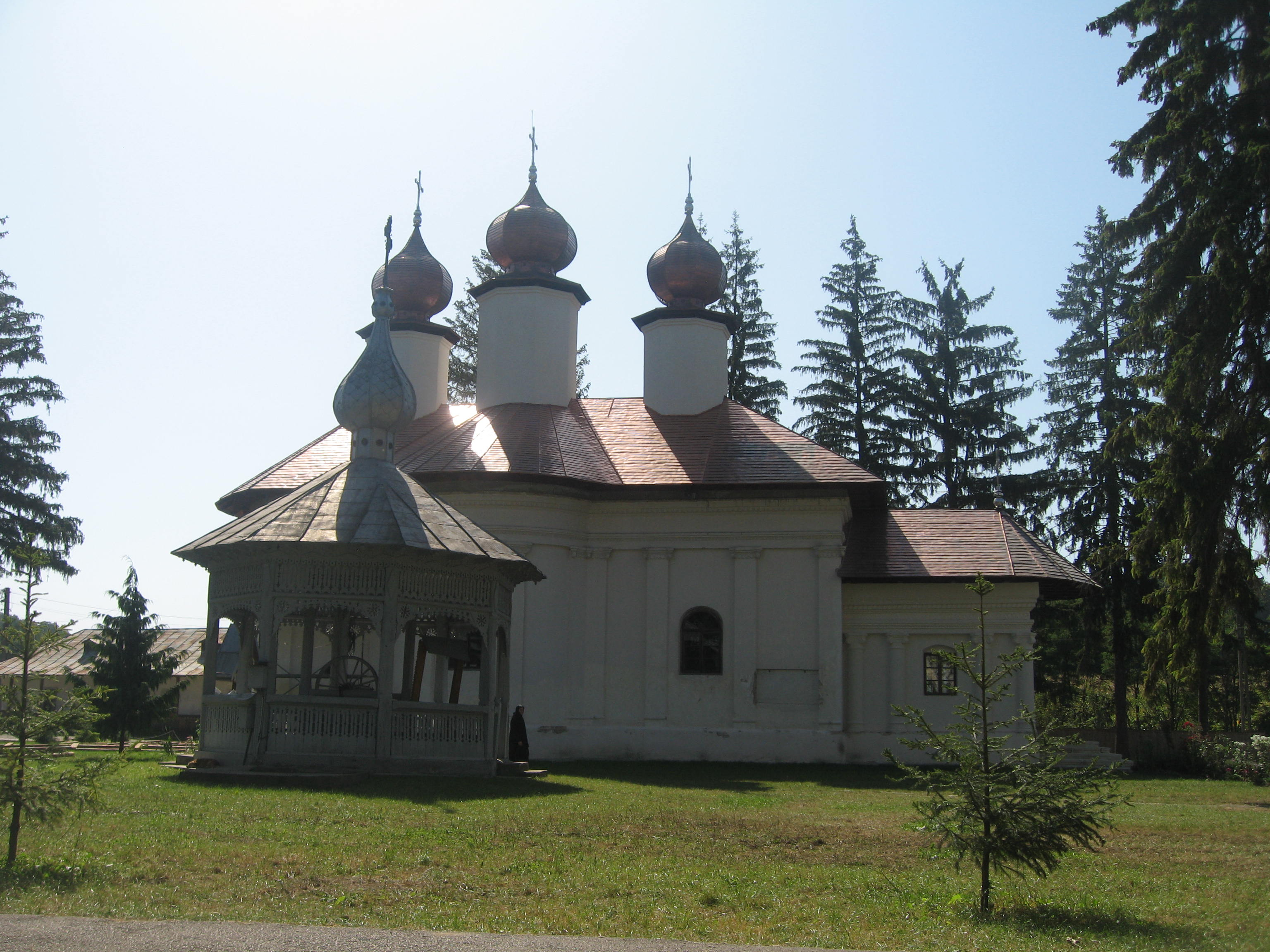
Biserica "Nașterea Maicii Domnului" - vedere de pe latura nordică
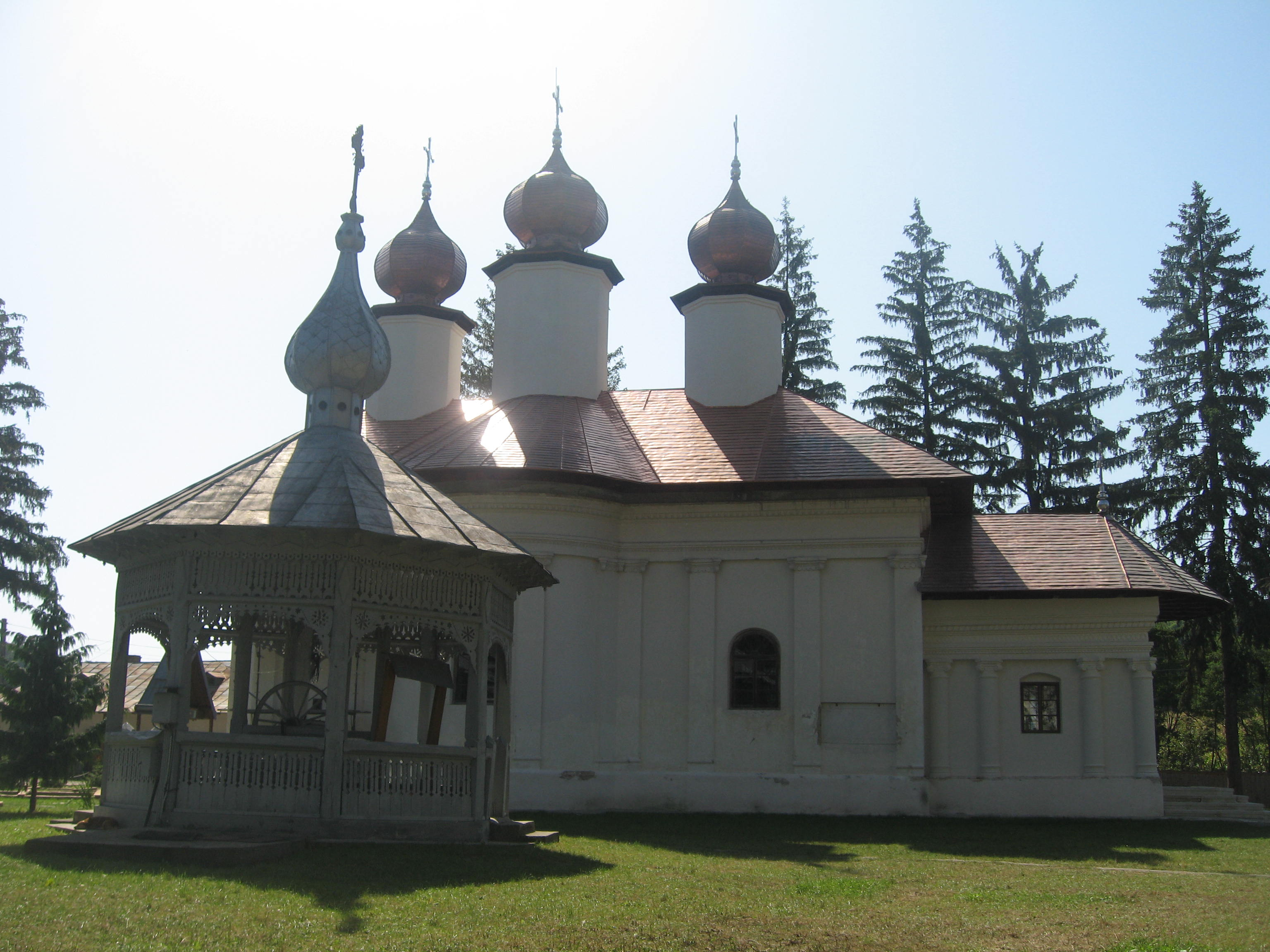
Biserica "Nașterea Maicii Domnului" - vedere de pe latura nordică
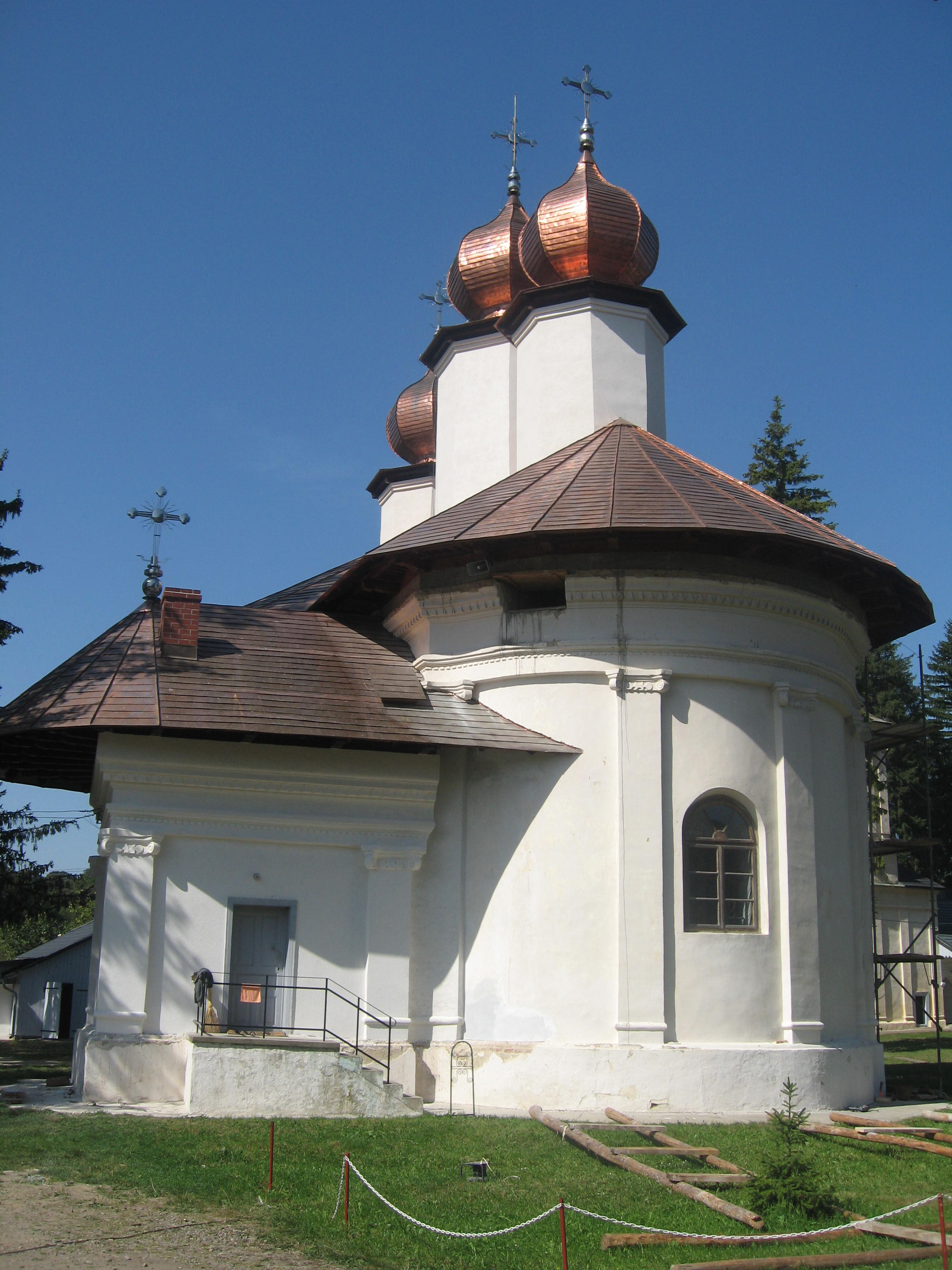
Biserica "Nașterea Maicii Domnului" - absida altarului are o intrare separată pe latura sudică
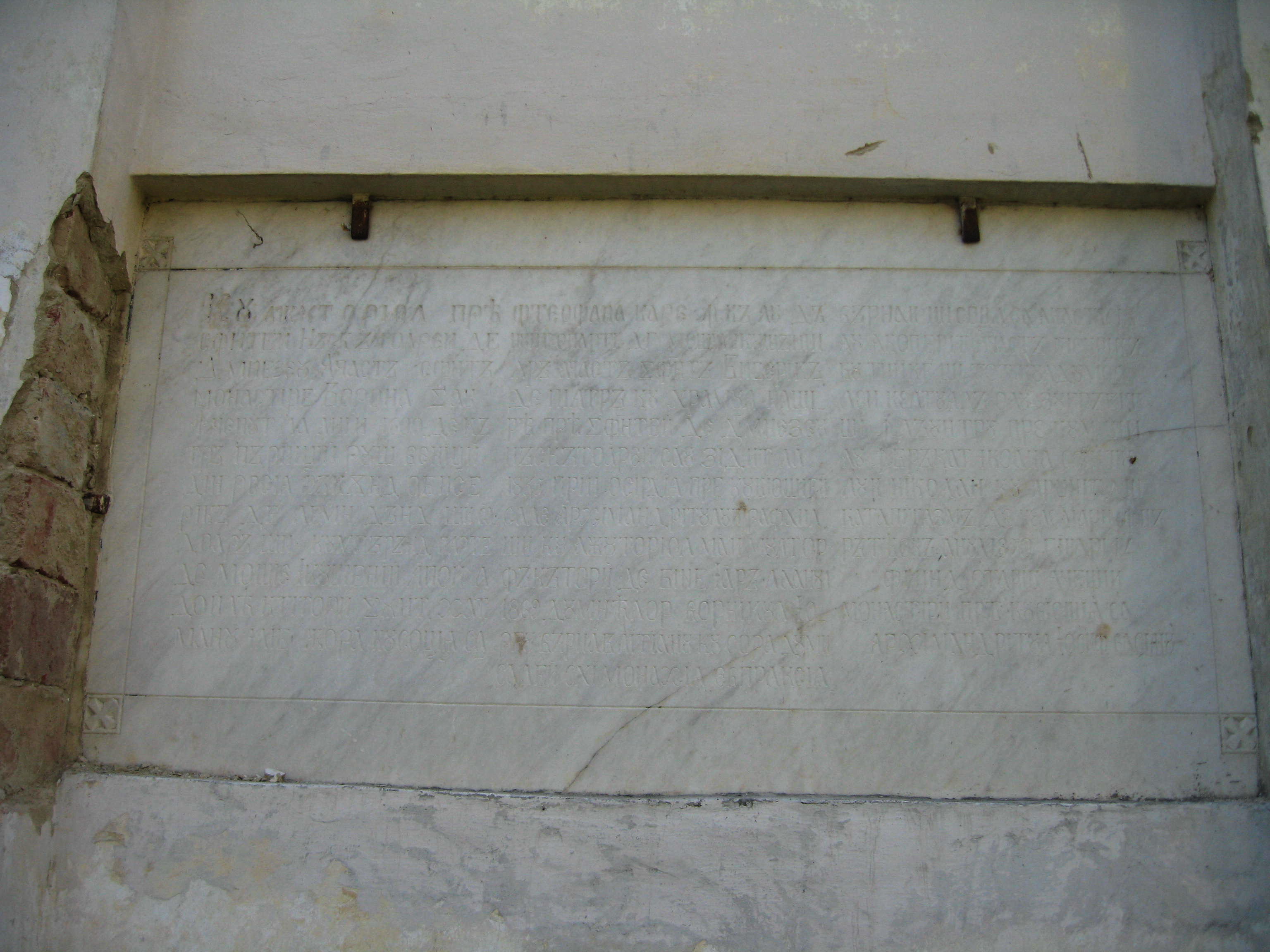
Biserica "Nașterea Maicii Domnului" - pisania
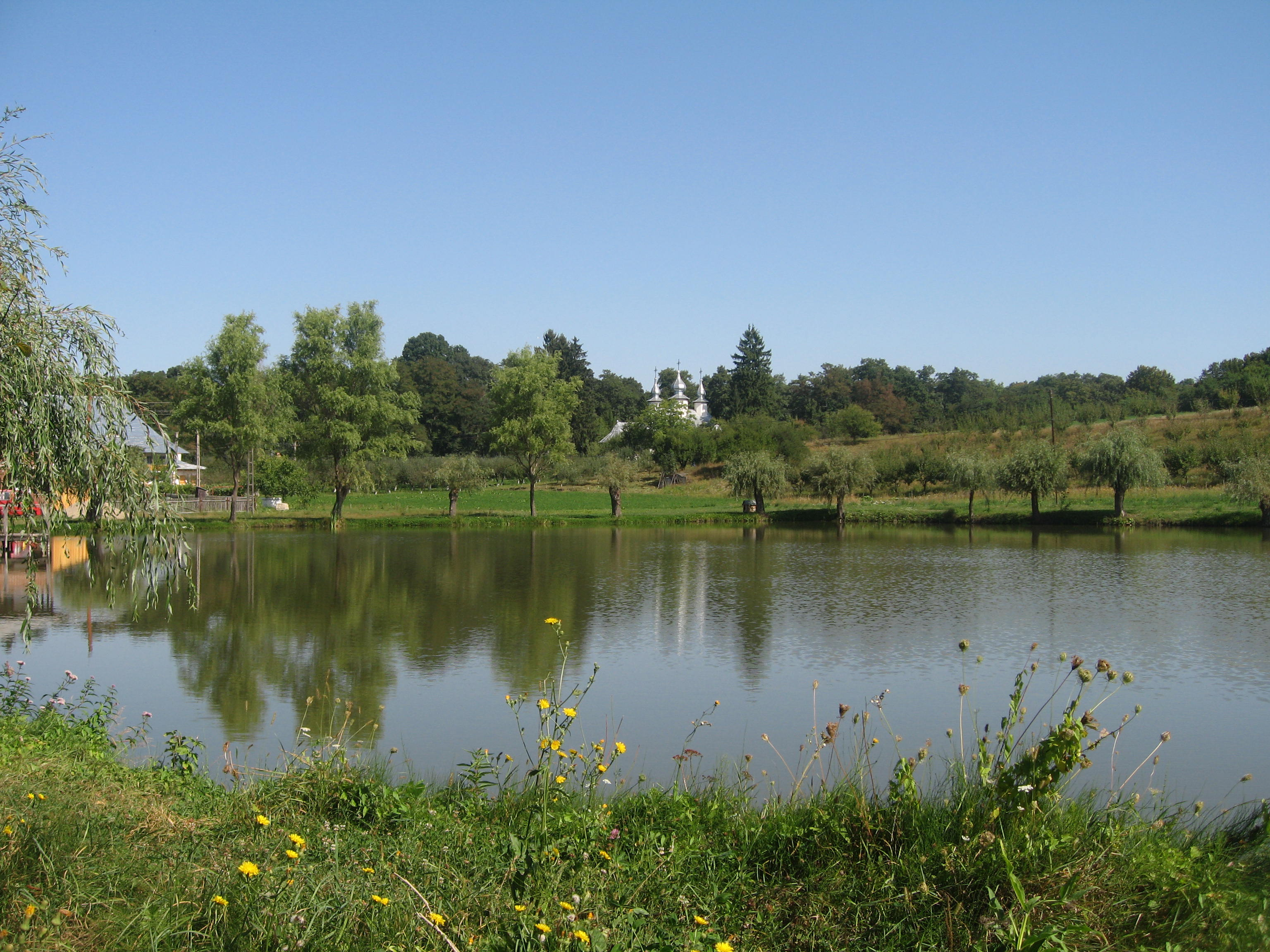
Biserica de cimitir văzută dinspre lac
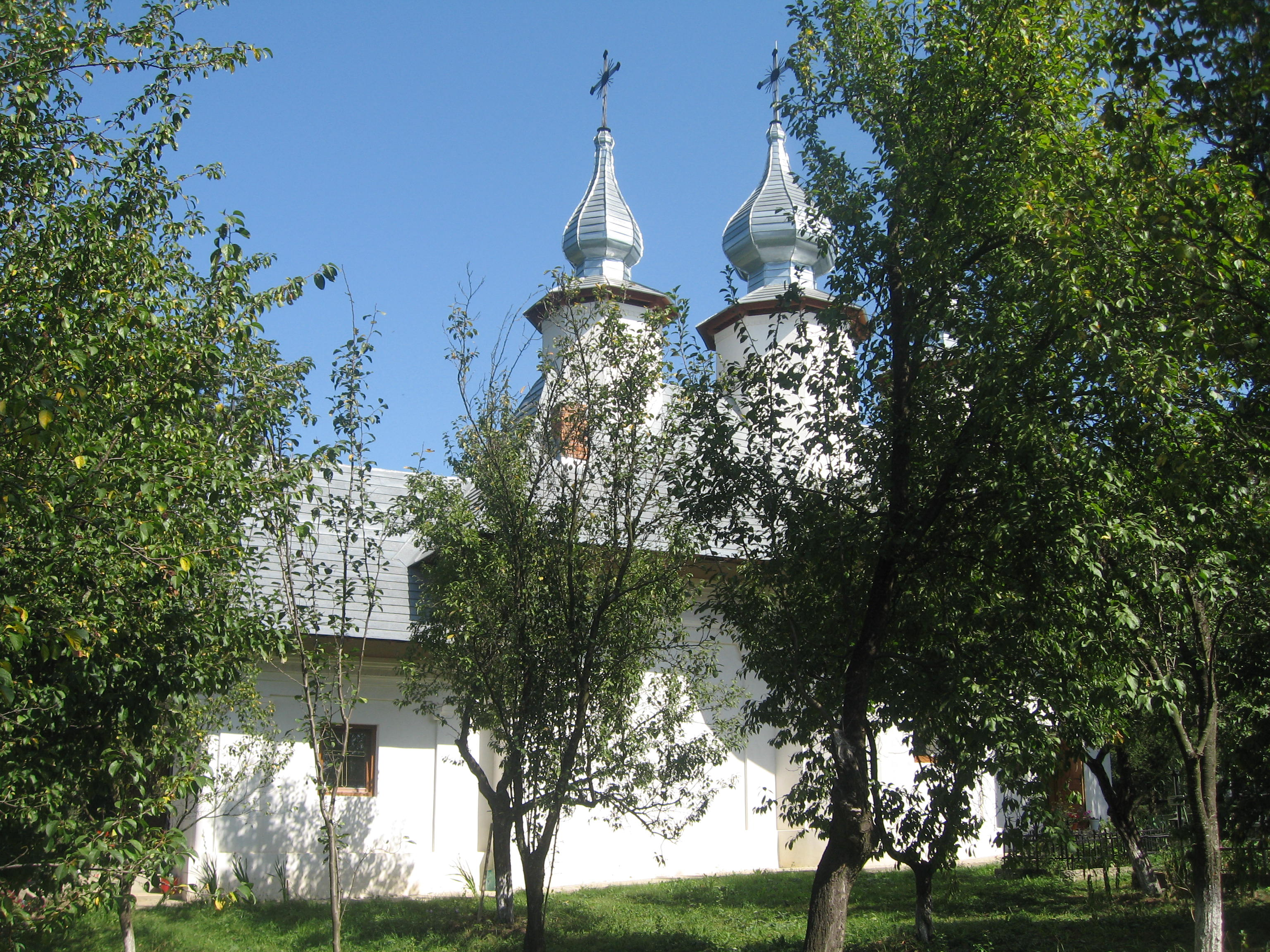
Biserica "Sf. Nicolae" din cimitir - latura sudică
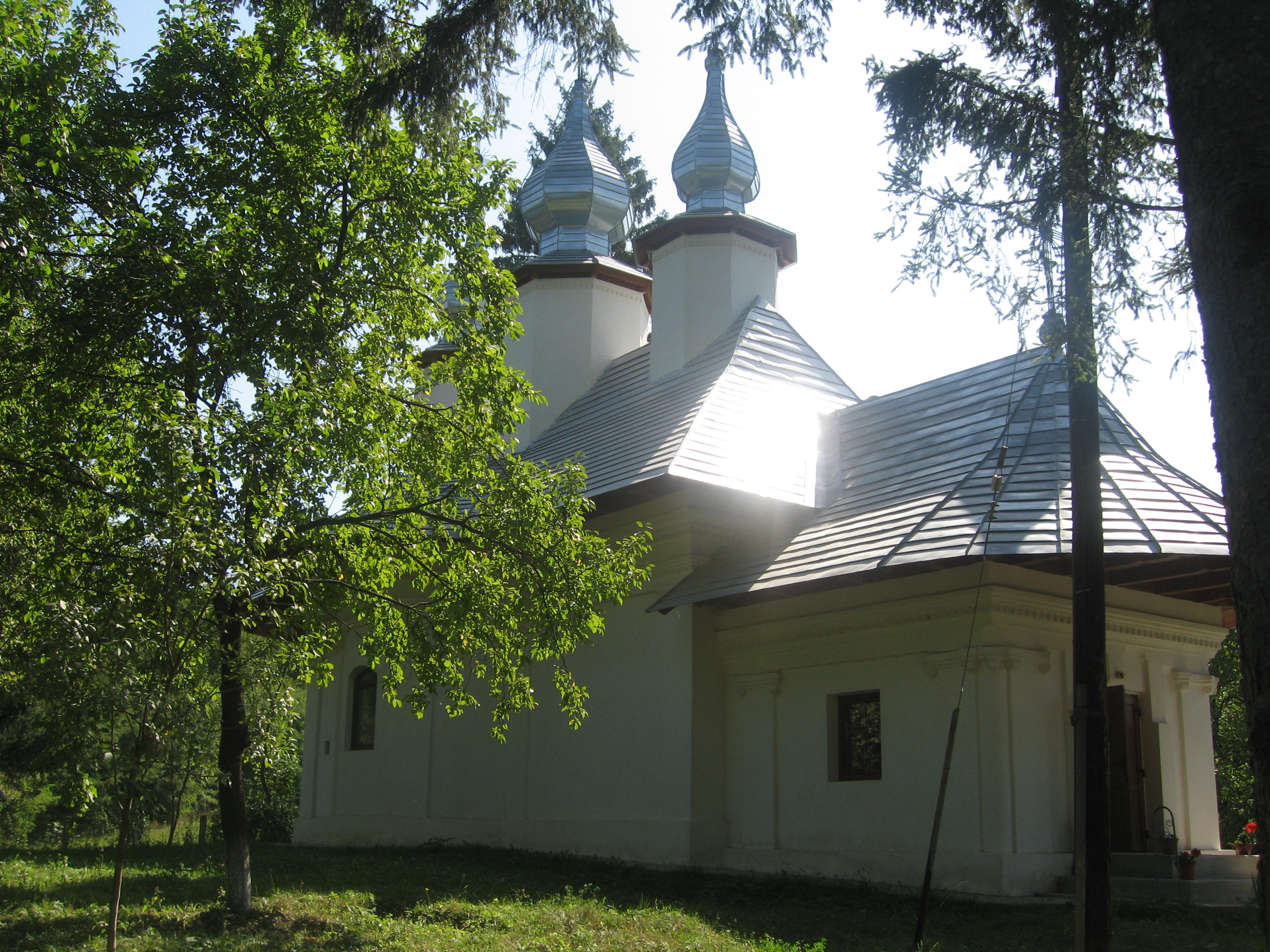
Biserica "Sf. Nicolae" din cimitir - latura nord-vestică
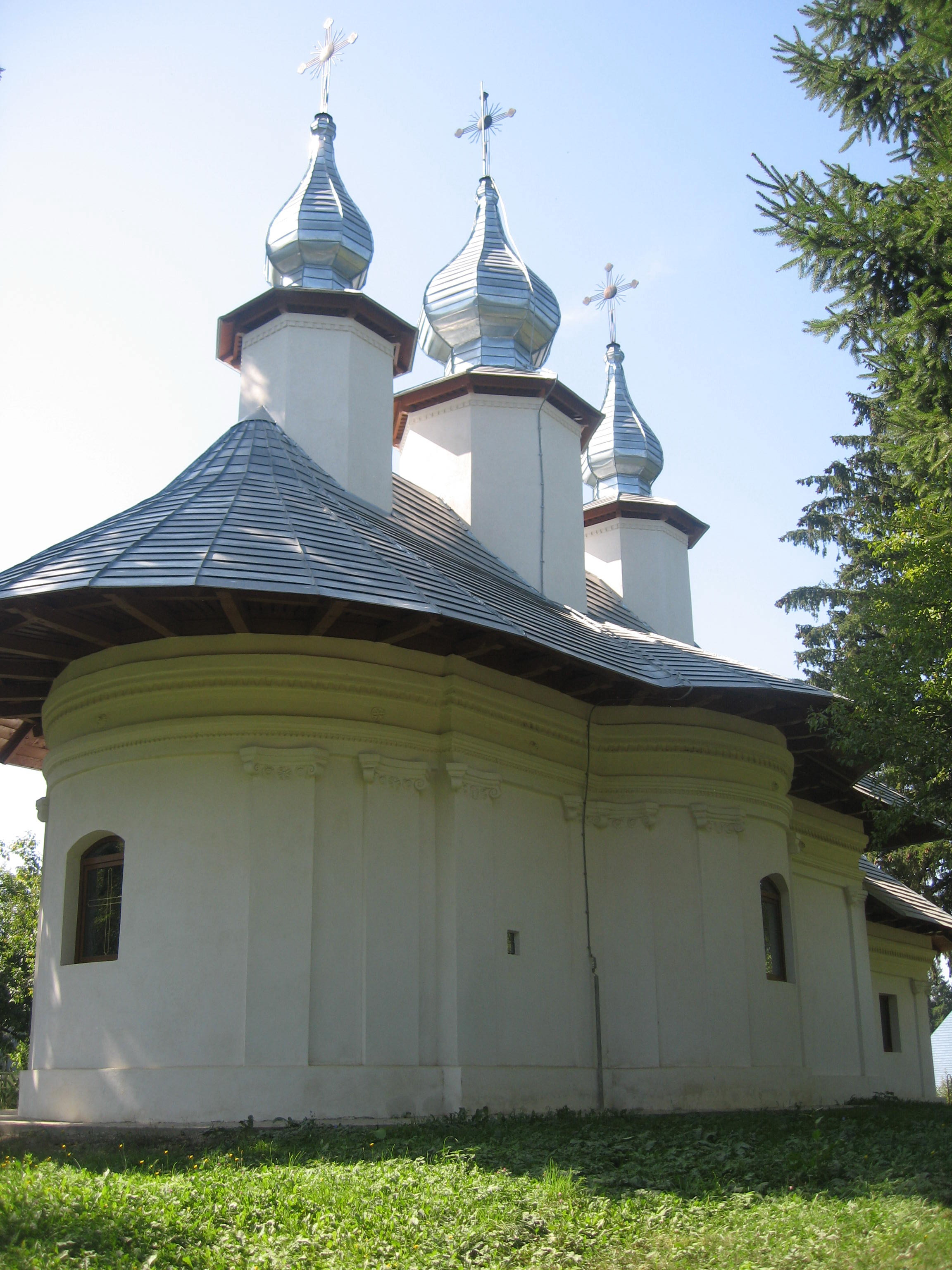
Biserica "Sf. Nicolae" din cimitir - latura nordică
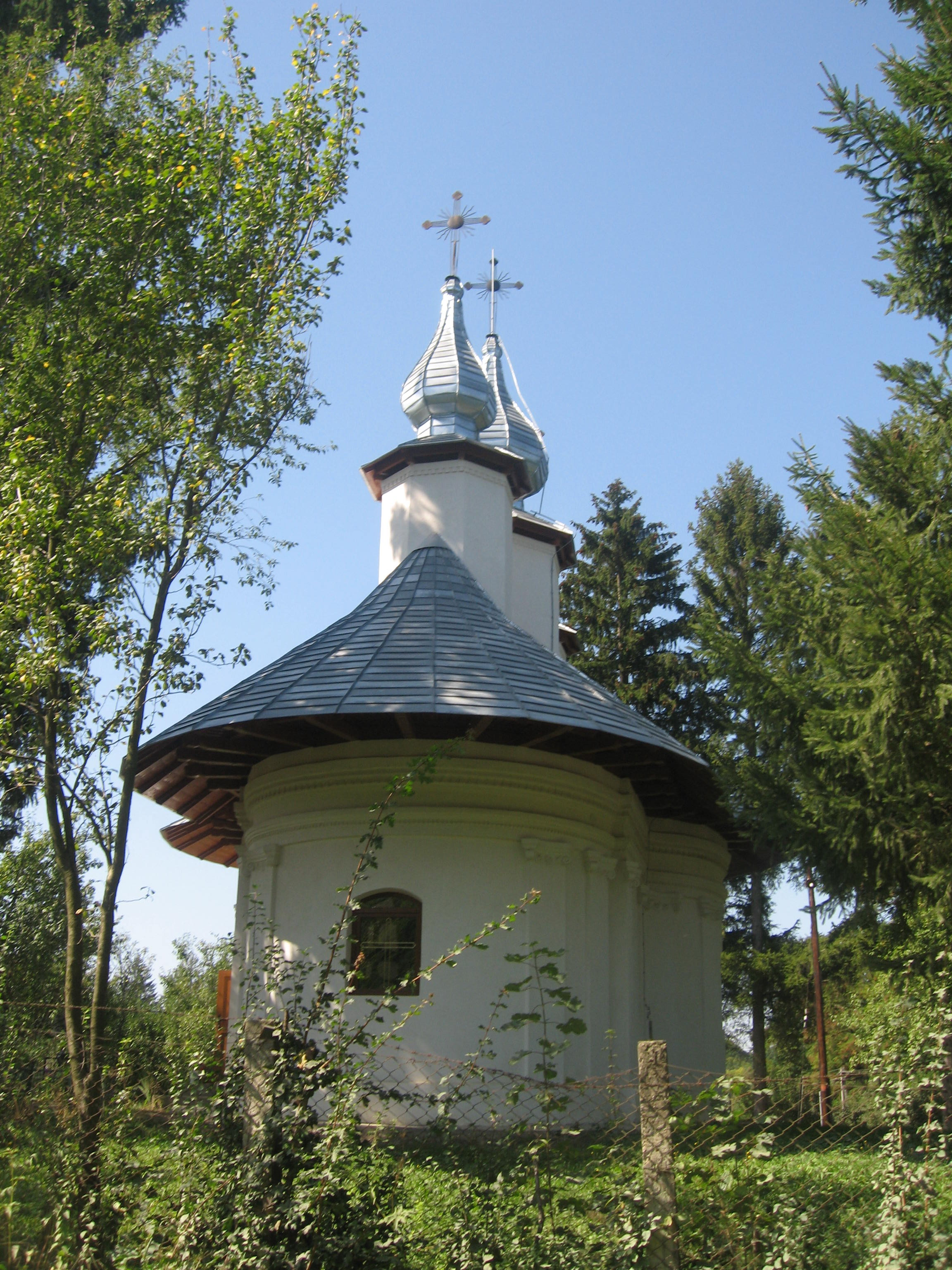
Biserica "Sf. Nicolae" din cimitir - absida altarului
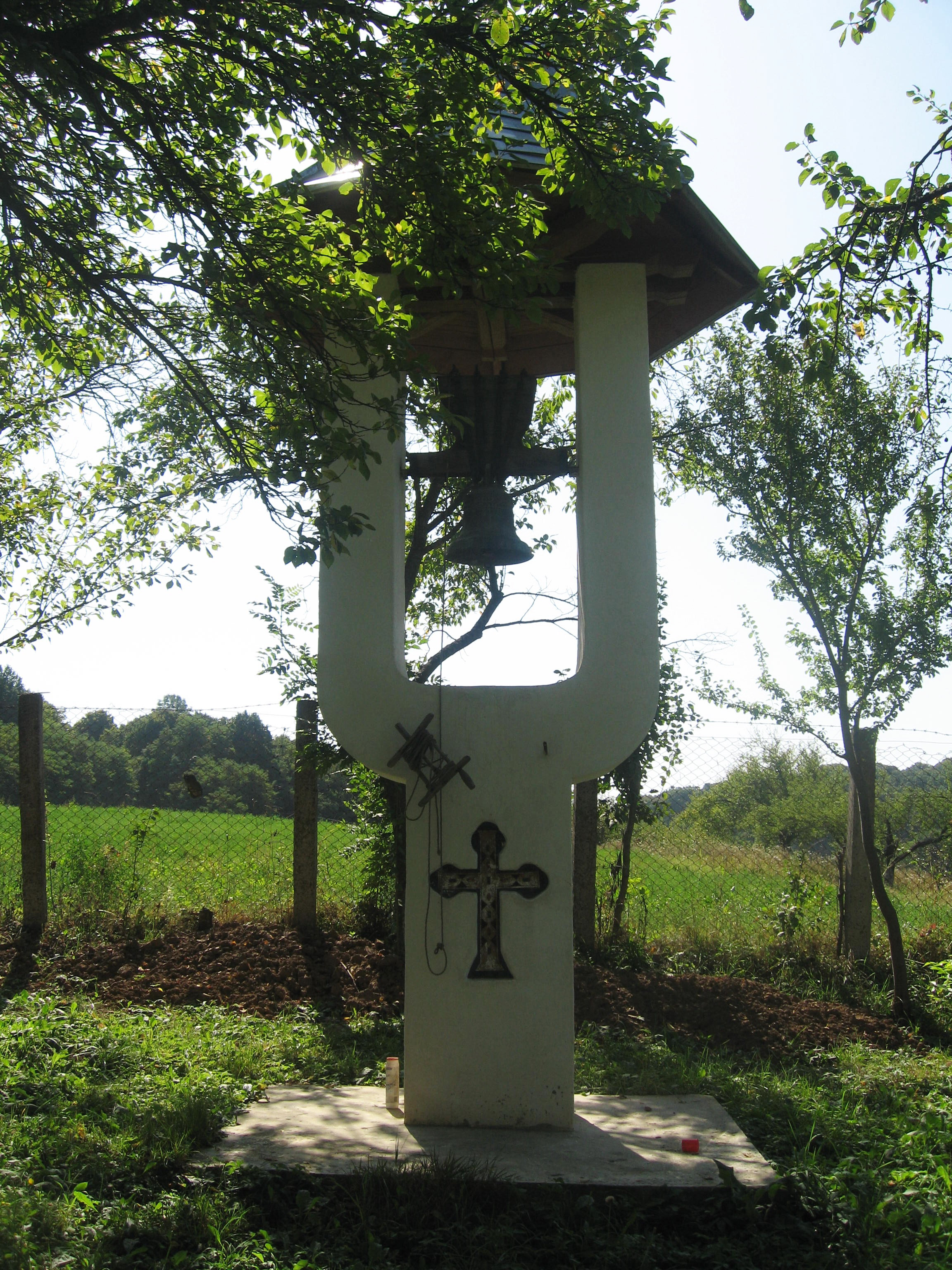
Biserica "Sf. Nicolae" din cimitir - clopotnița
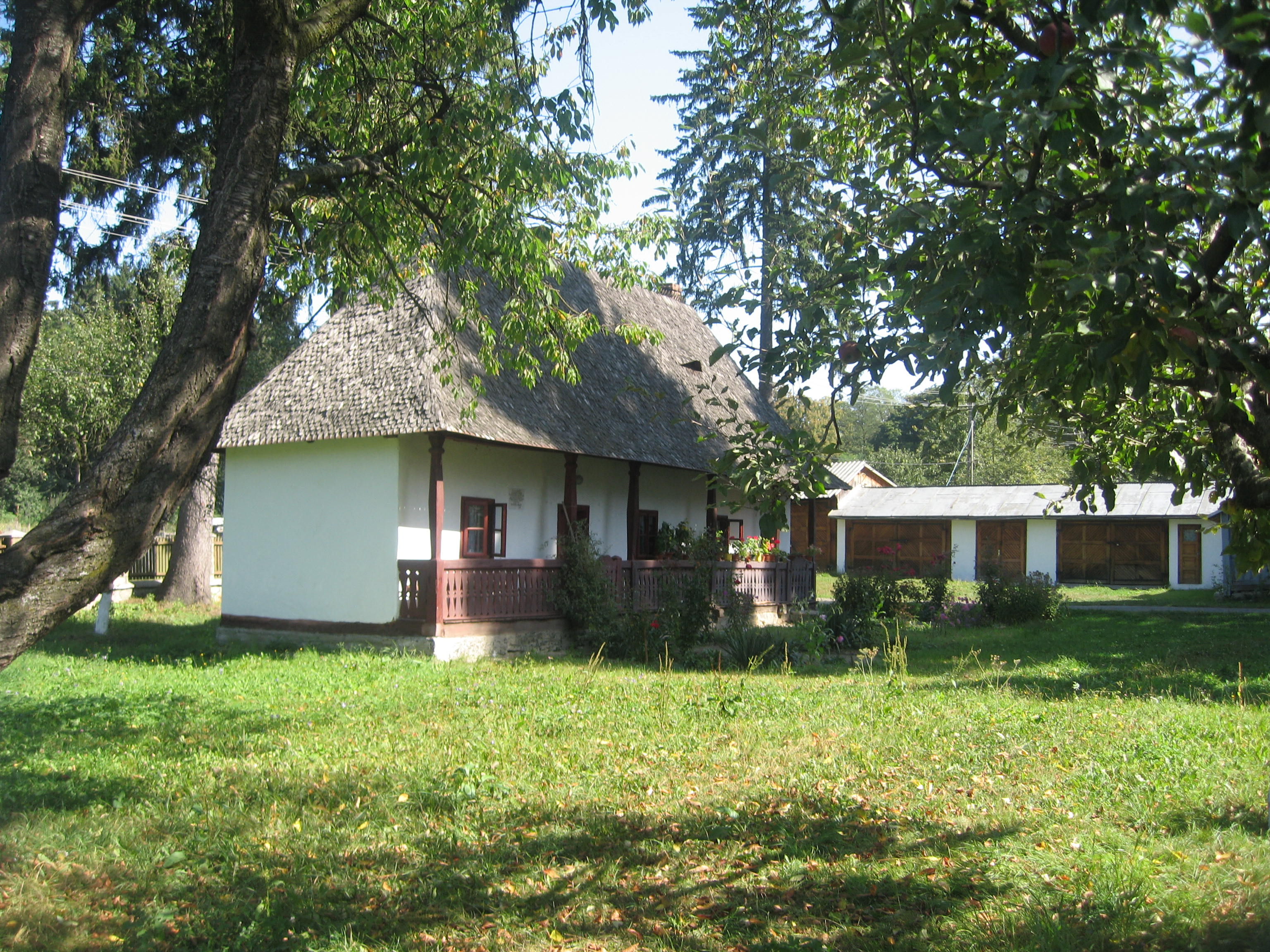
Chilia în care a locuit fratele Toader Arăpașu (viitorul Patriarh Teoctist)
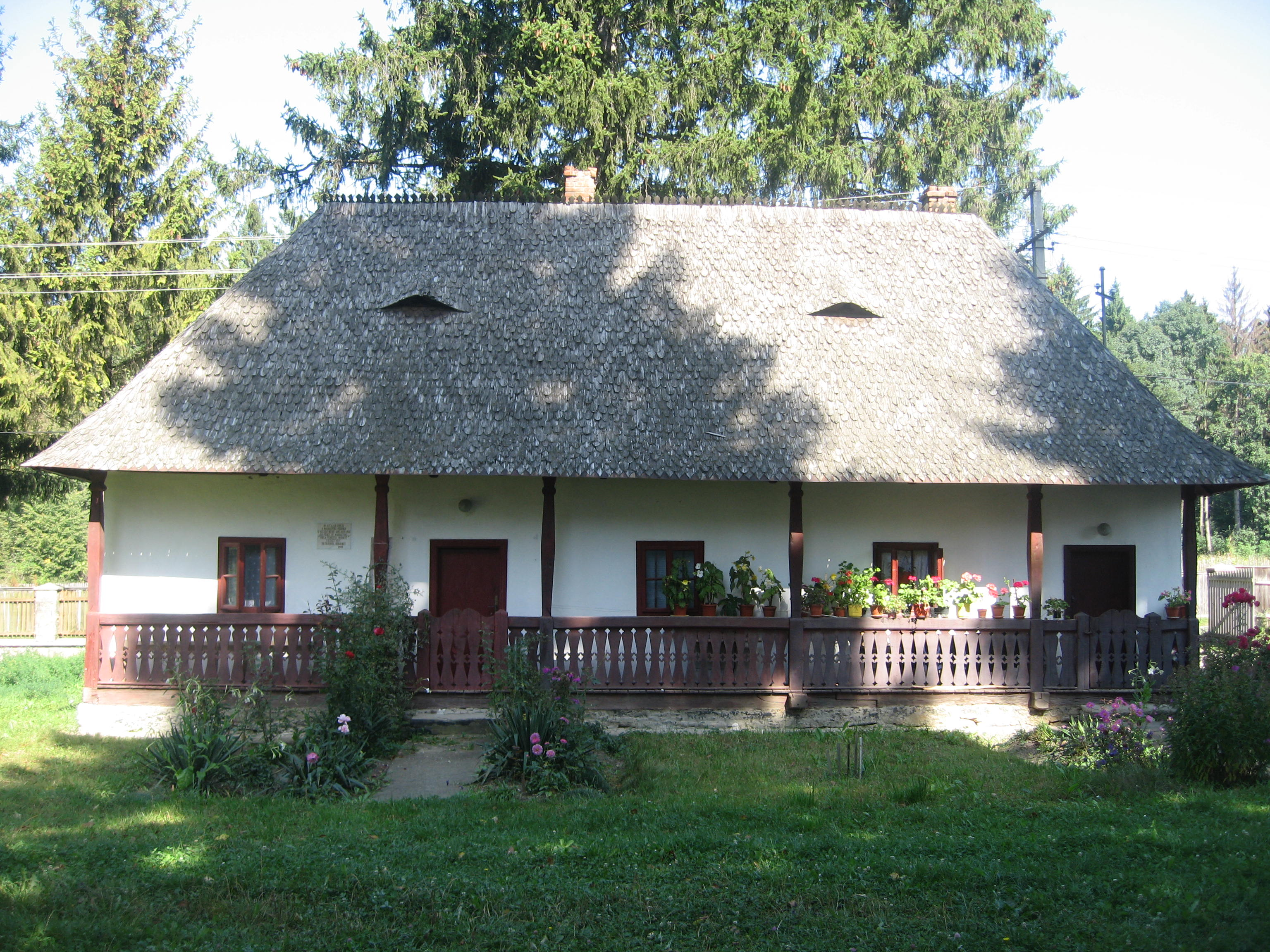
Chilia Patriarhului Teoctist
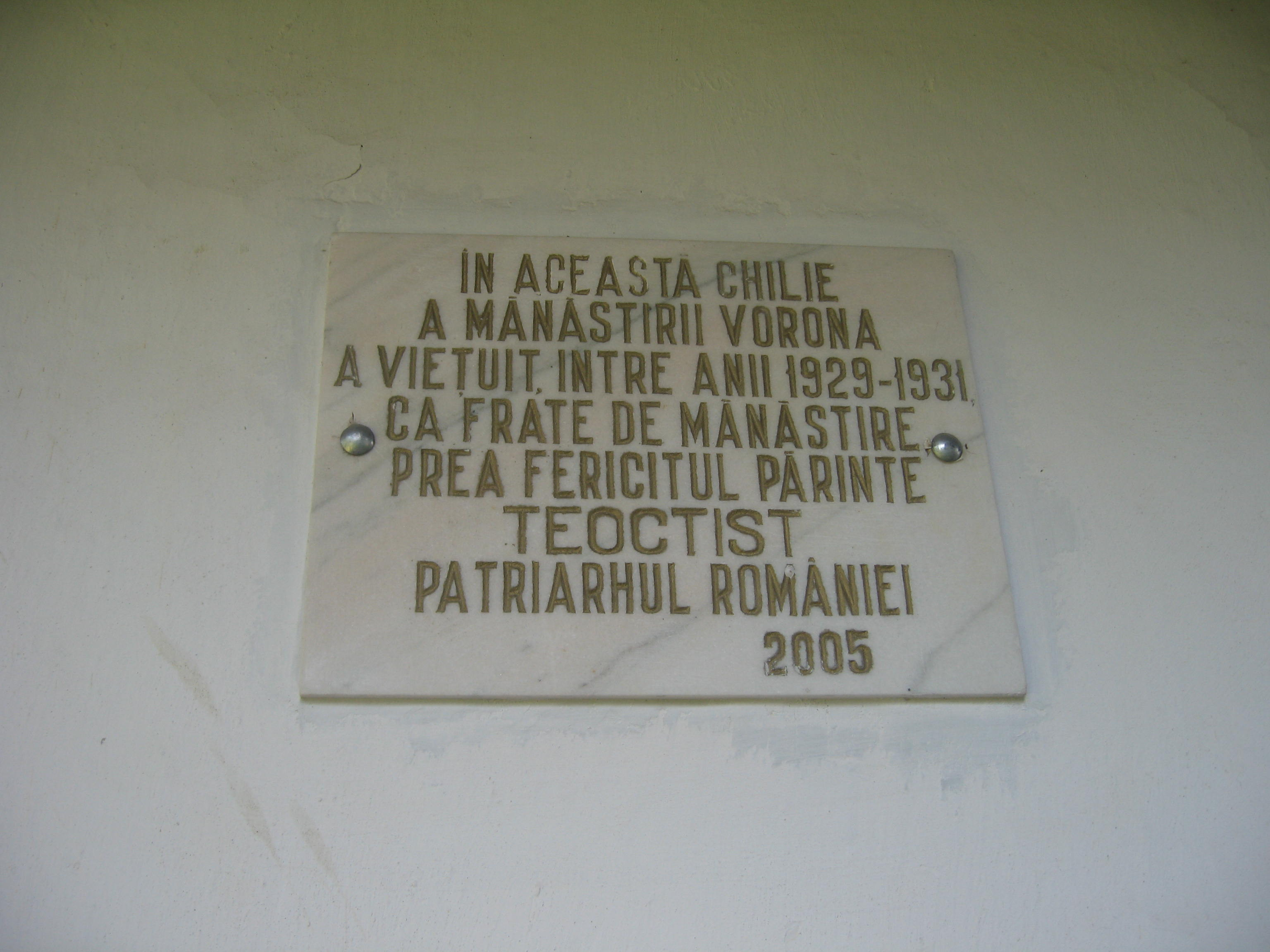
Chilia Patriarhului Teoctist - placă memorială
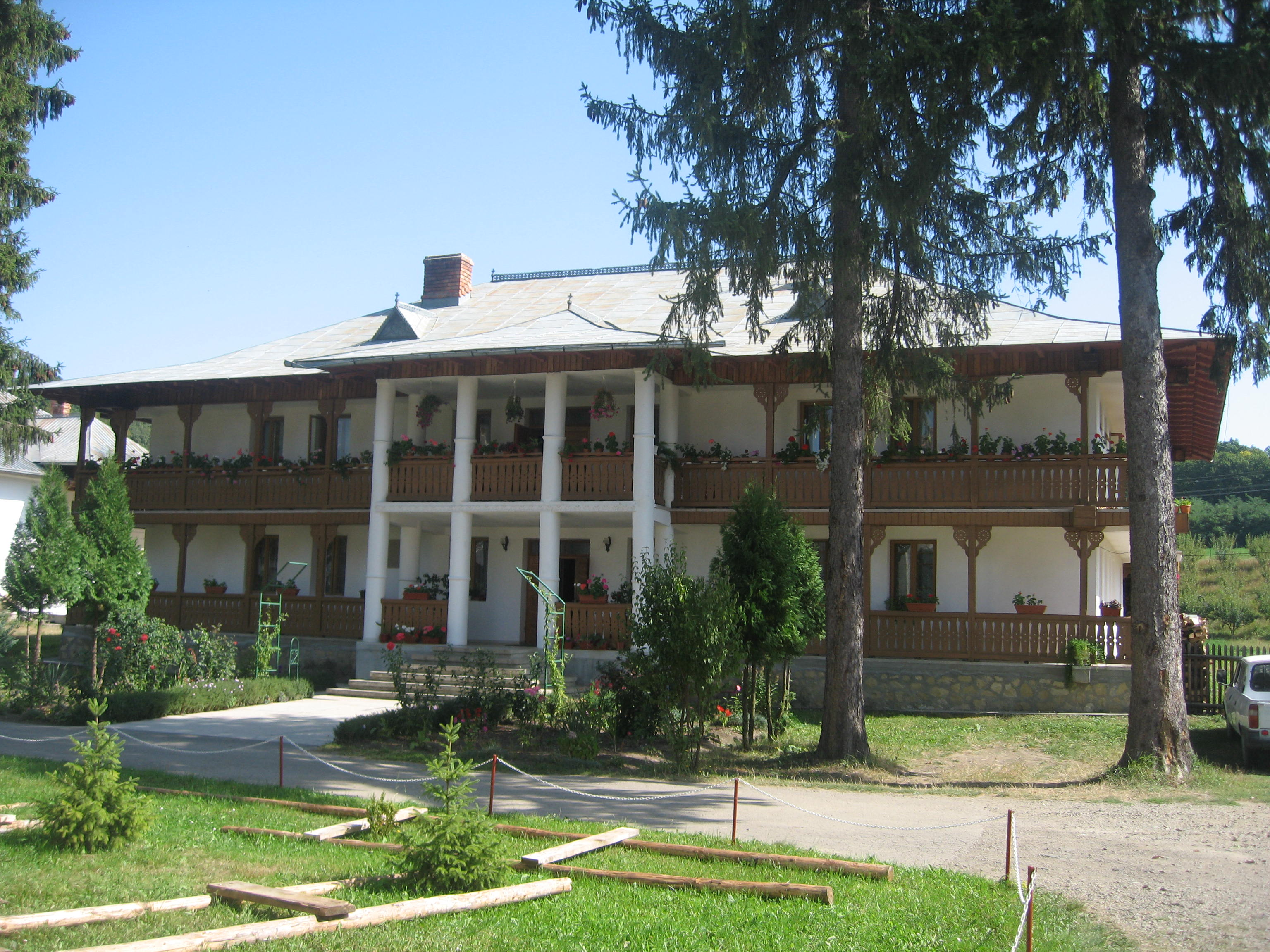
Stăreția
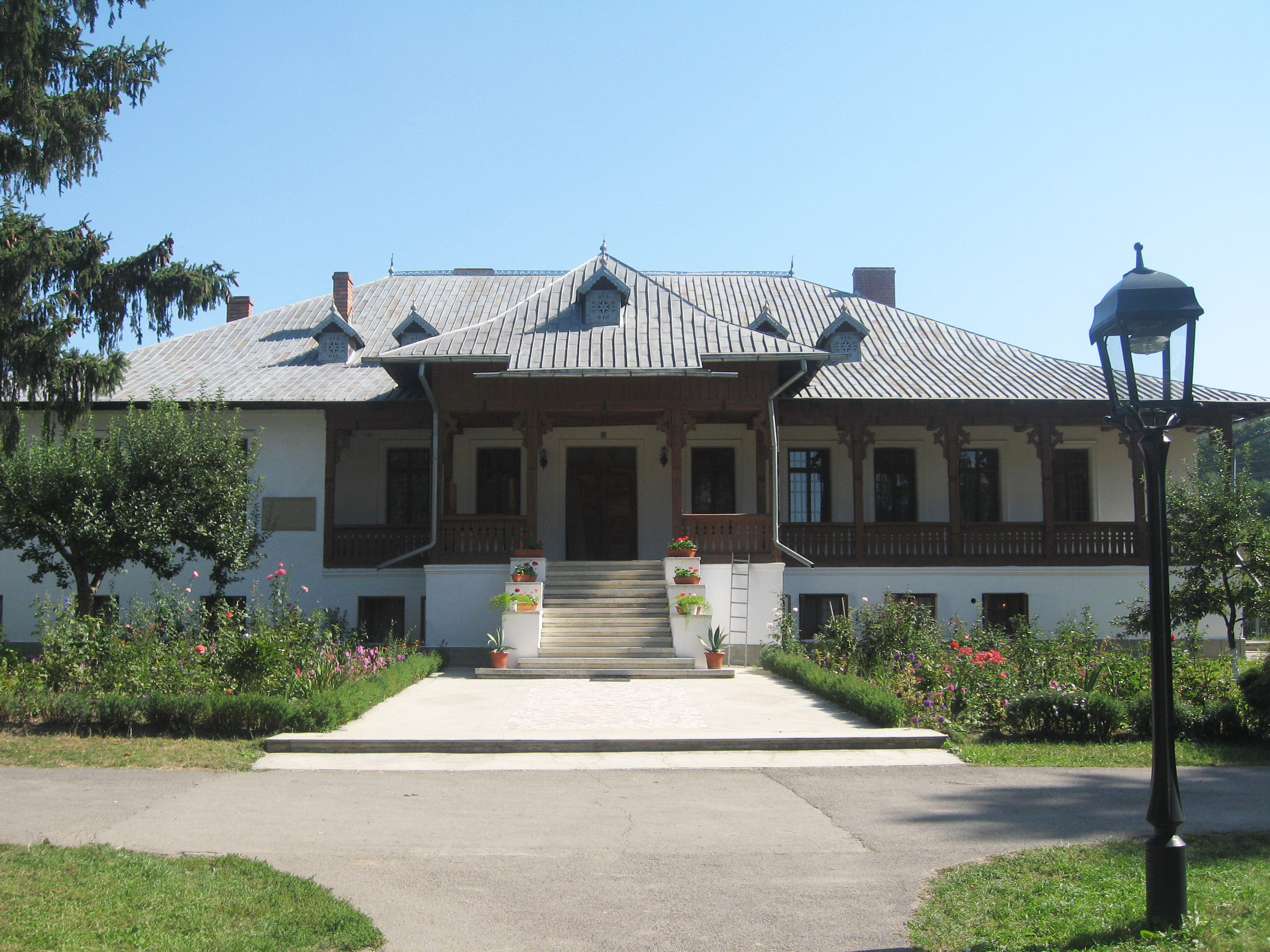
Clădire monahală
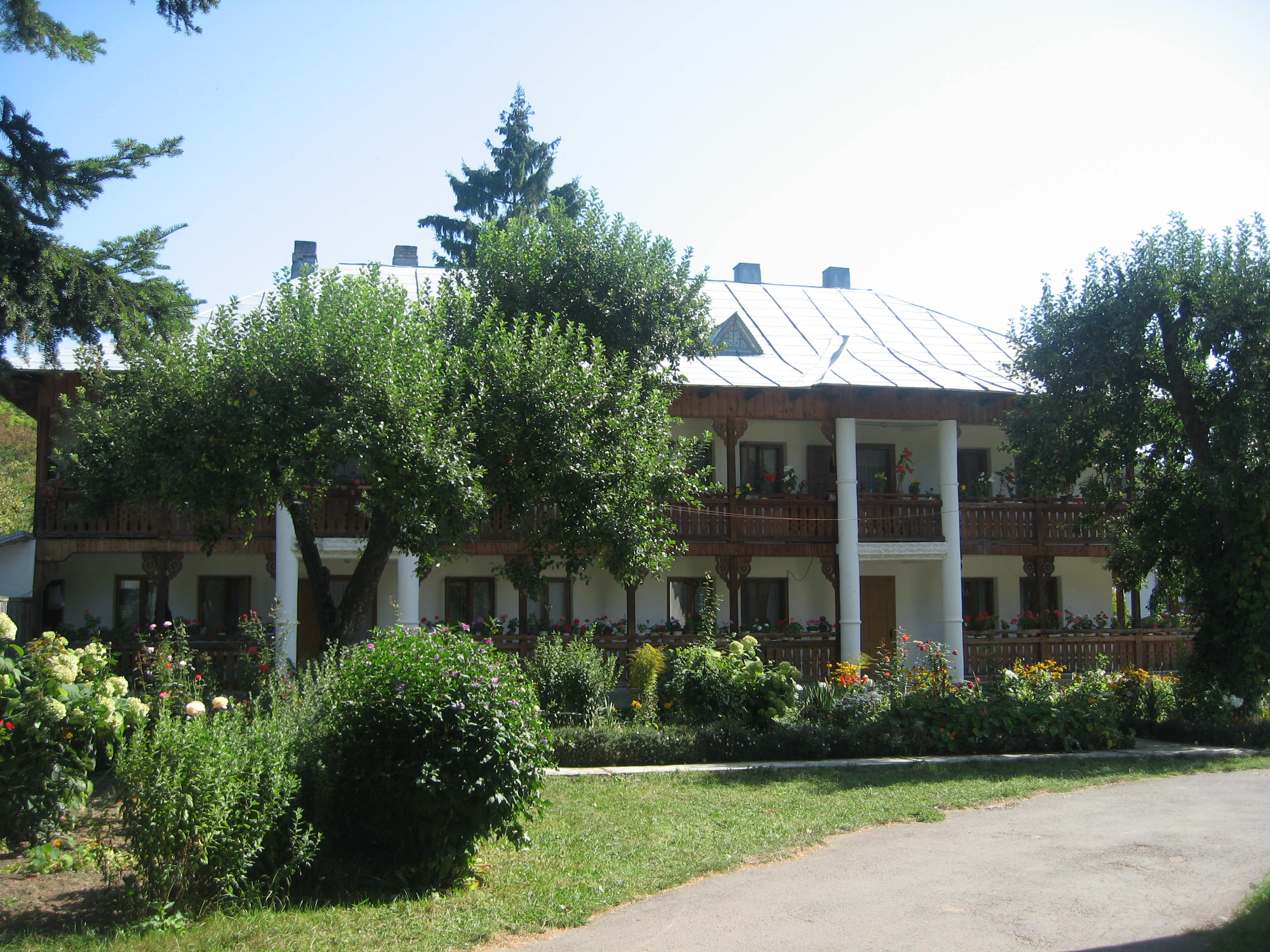
Corp de chilii
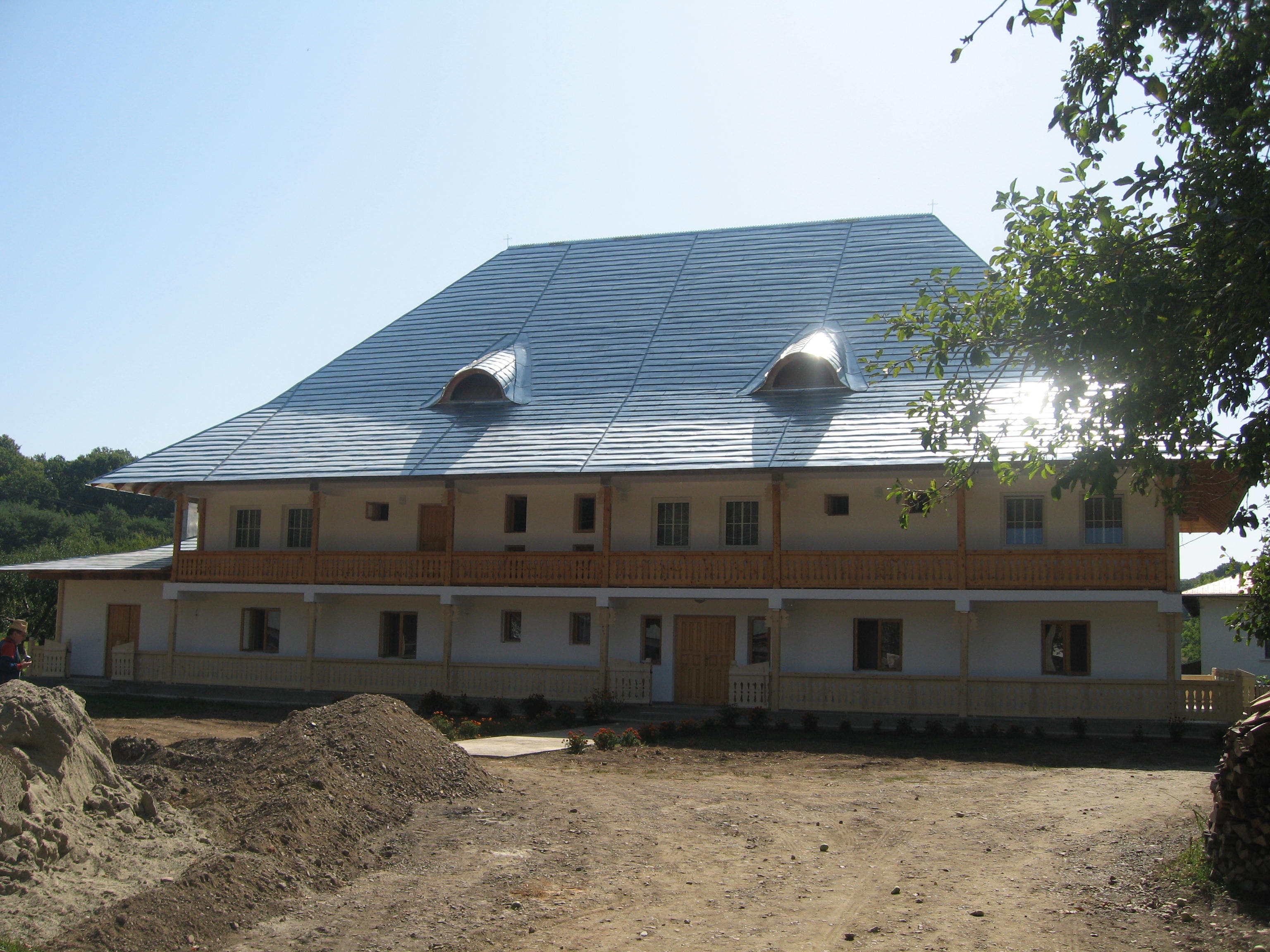
Corp de chilii în construcție
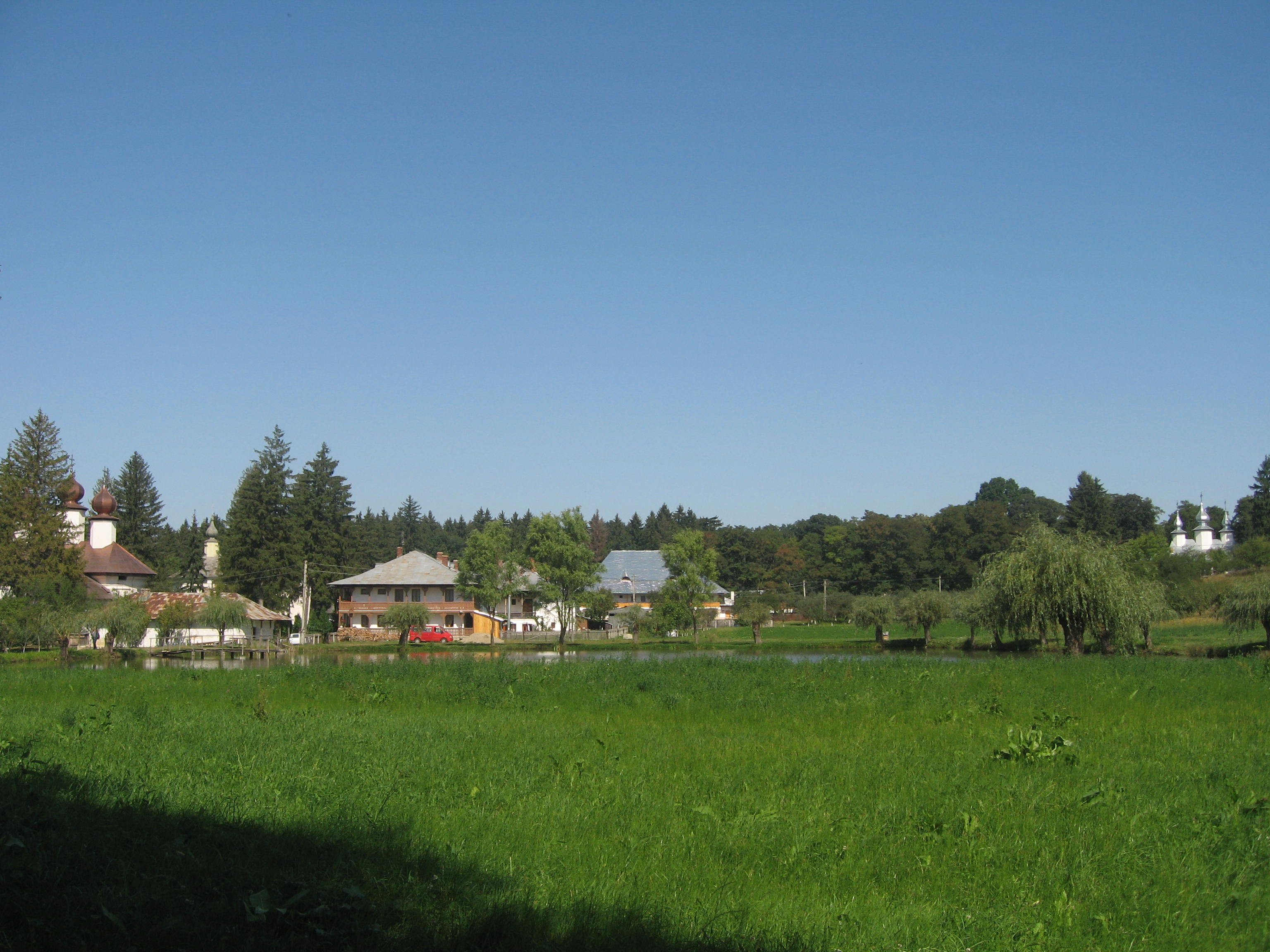
Vedere a chiliilor și a bisericii mari, precum și a bisericii de cimitir, dinspre lac
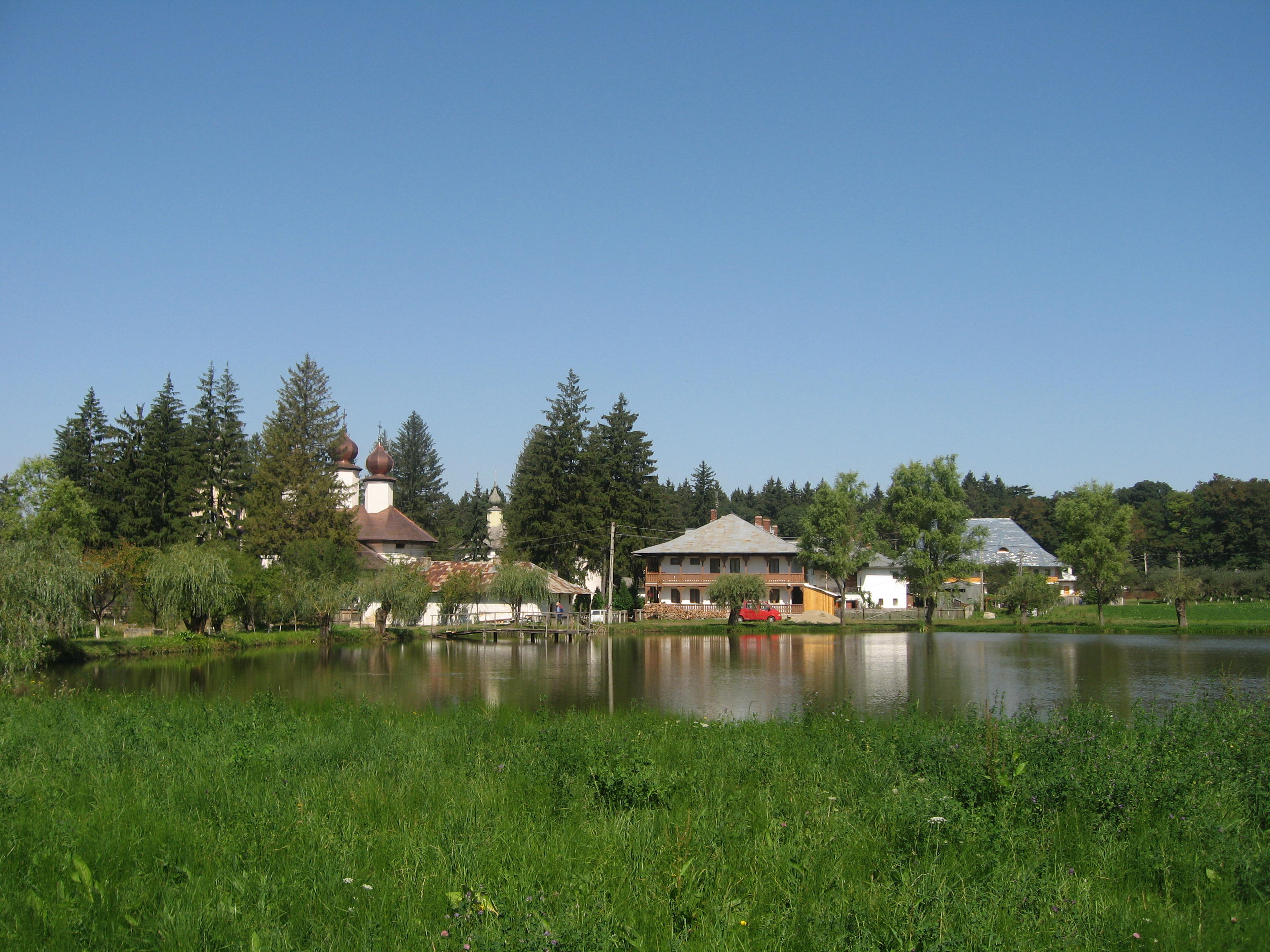
Vedere a complexului monahal dinspre lac
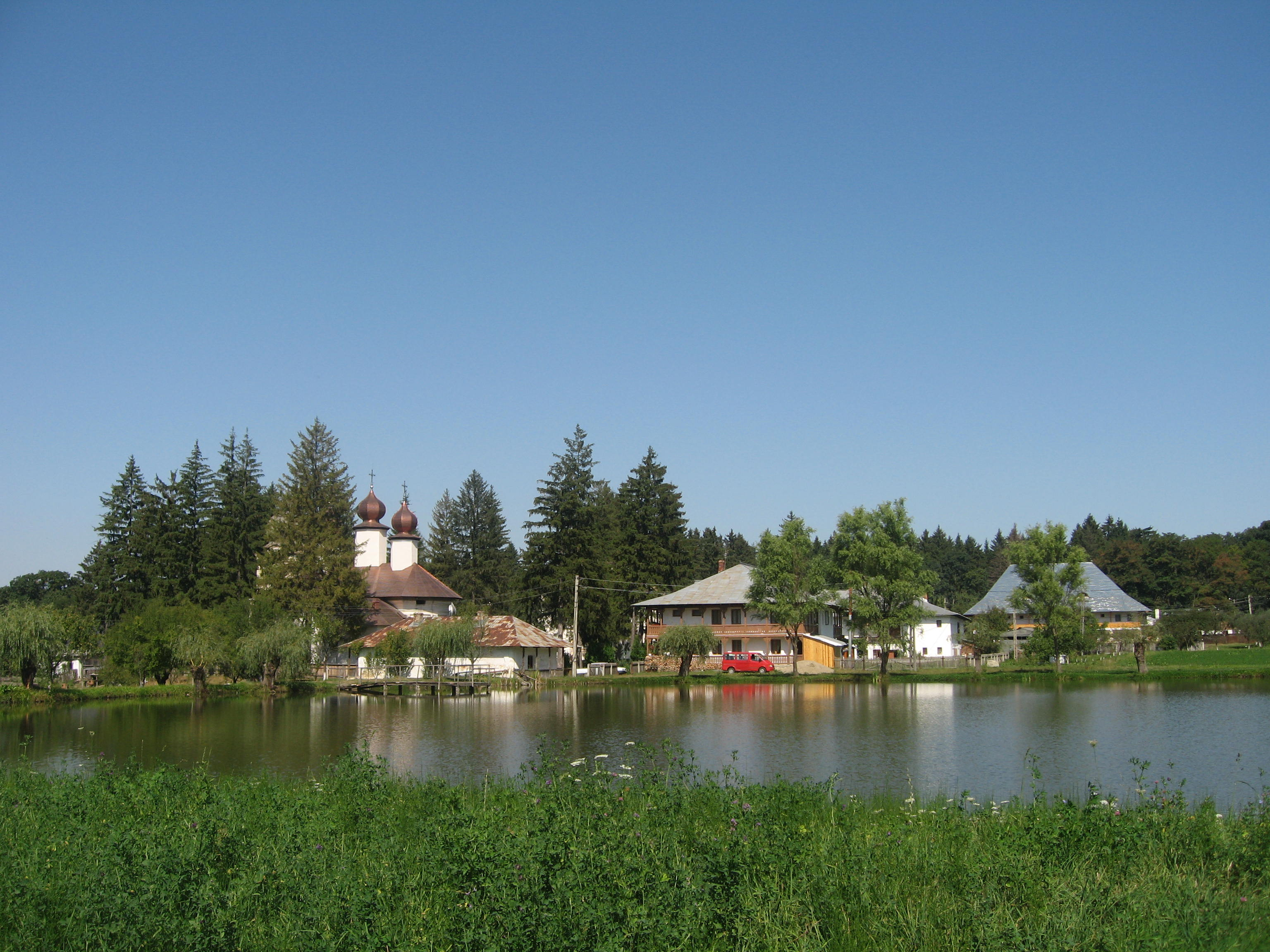
Vedere a complexului monahal dinspre lac
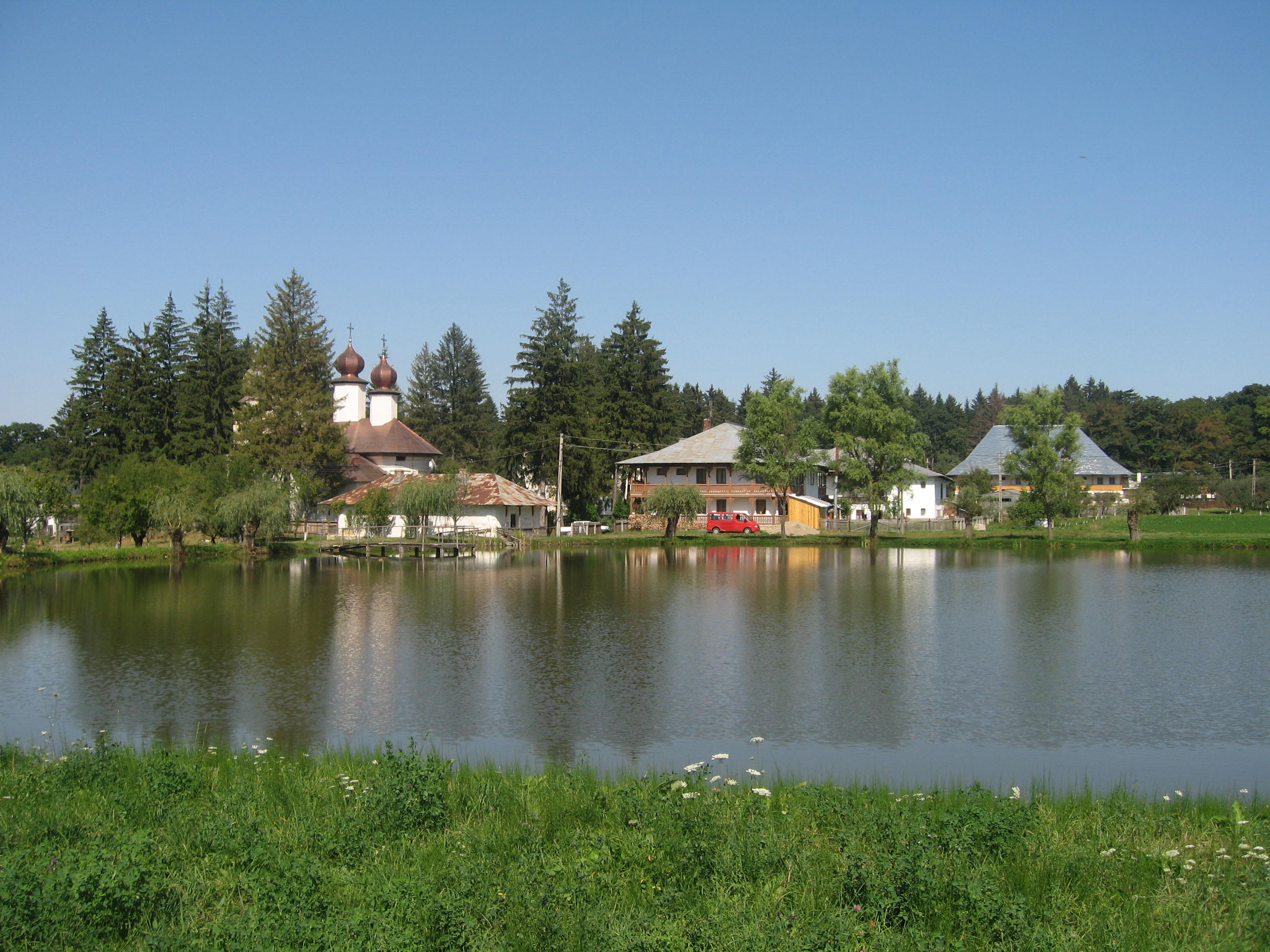
Vedere a complexului monahal dinspre lac
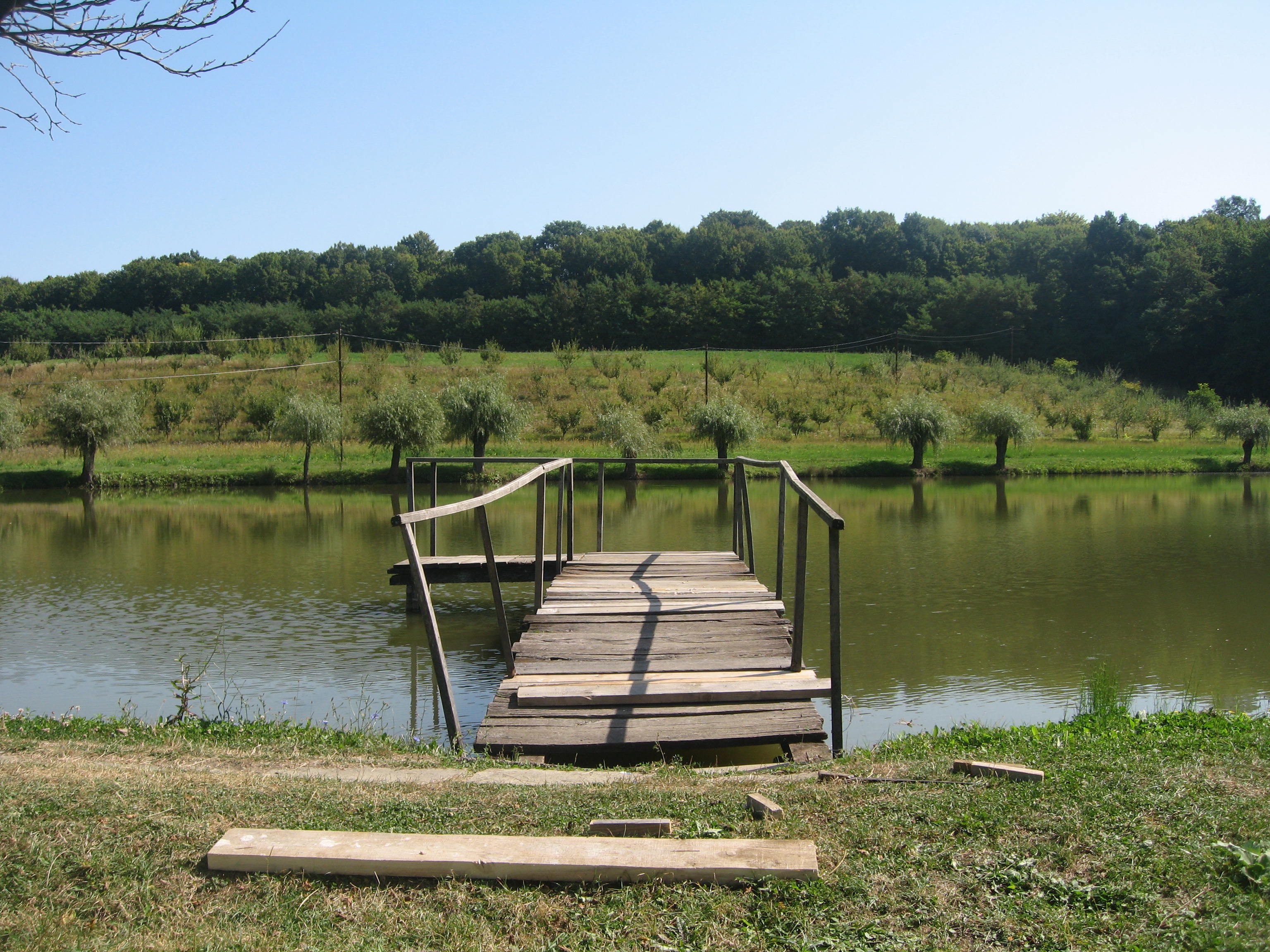
Punte peste lac